# Espanha dos Habsburgos
```
   |-
       |
Erro:
:  
valor não especificado para "
nome_comum
"

   [[Categoria:Estados extintos da Europa|
Monarquia da Espanha
[
a
]
[
b
]
[
2
]
, 1516]]
```

Espanha dos Habsburgos refere-se à Espanha e ao Império Espanhol, também conhecido como Monarquia Católica, no período de 1516 a 1700, quando era governado por reis da Casa de Habsburgo. Tinha territórios em todo o mundo, incluindo a atual Espanha, um pedaço do sudeste da França, eventualmente Portugal e muitas outras terras fora da Península Ibérica, como nas Américas. A Espanha dos Habsburgos era uma monarquia composta e uma união pessoal. Os monarcas espanhóis dos Habsburgos deste período são principalmente Carlos I, Filipe II, Filipe III, Filipe IV e Carlos II. Neste período, o império espanhol estava no auge da sua influência e poder. Espanha, ou "as Espanhas", referindo-se aos territórios espanhóis em diferentes continentes neste período, cobriu inicialmente toda a Península Ibérica, incluindo as coroas de Castela, Aragão e, a partir de 1580, Portugal. Em seguida, expandiu-se para incluir territórios nos cinco continentes, consistindo em grande parte da América Latina e das Índias Ocidentais nas Américas, nos Países Baixos, Bélgica, Luxemburgo, territórios italianos e França na Europa, possessões portuguesas como pequenos enclaves como Ceuta e Oran no Norte da África e nas Filipinas e outras possessões no Sudeste Asiático. O período da história espanhola também foi referido como a "Era da Expansão".
O casamento de Isabel I de Castela e Fernando II de Aragão em 1469 resultou na união das duas coroas principais, Castela e Aragão, o que acabou por levar à unificação de fato da Espanha após o culminar da Reconquista com a conquista de Granada em 1492 e de Navarra de 1512 a 1529. Isabel e Fernando receberam o título de "Rei e Rainha Católico" pelo Papa Alexandre VI em 1494. Com os Habsburgos, o termo "Monarchia Catholica" (Monarquia Católica) permaneceu em uso. A Espanha continuou a ser uma das maiores potências políticas e militares da Europa e do mundo durante grande parte dos séculos XVI e XVII. Durante o período dos Habsburgos, a Espanha inaugurou a Idade de Ouro espanhola das artes e da literatura, produzindo alguns dos escritores e pintores mais destacados do mundo e intelectuais influentes, incluindo Teresa de Ávila, Pedro Calderón de la Barca, Miguel de Cervantes, Francisco de Quevedo, Diego Velázquez, El Greco, Domingo de Soto, Francisco Suárez e Francisco de Vitória. Em 1700, após a morte  do último rei dos Habsburgos da Espanha, Carlos II, a resultante Guerra da Sucessão Espanhola levou à ascensão de Filipe V da dinastia Bourbon, que deu início a uma nova formação estatal centralizadora, que passou a existir de jure após os Decretos do Novo Plano de 1707 que fundiram as múltiplas coroas de seus antigos reinos (exceto Navarra).

## História

Brasão de Armas de Carlos I da Espanha, representando seus territórios na Espanha (acima) e suas outras possessões europeias (abaixo).

### Início do império (1504–1521)
Em 1504, Isabel I de Castela morreu. Embora Fernando II de Aragão tenha tentado manter a sua posição sobre Castela após a sua morte, as Cortes Gerais castelhanas optaram por coroar a filha de Isabel, Joana de Castela, como rainha. Seu marido, Filipe I de Castela, pertencia à Casa de Habsburgo, sendo filho do Sacro Imperador Romano Maximiliano I e de Maria da Borgonha. Pouco tempo depois, Joanna começou a cair na loucura, embora a extensão da sua doença mental tenha sido tema de algum debate. Em 1506, Filipe I foi declarado rei jure uxoris, mas morreu no final daquele ano em circunstâncias misteriosas, possivelmente envenenado por seu sogro, Fernando II. Como filho mais velho deles, Carlos, tinha apenas seis anos, as Cortes permitiram relutantemente que o pai de Joana, Fernando II, governasse o país como regente da rainha Joana e de Carlos.
A Espanha estava agora em união pessoal sob Fernando II de Aragão. Como governante indiscutível na maior parte da Península, Fernando adotou uma política mais agressiva do que a que tinha como marido de Isabel, cristalizando os seus desígnios de longa data sobre Navarra numa invasão total liderada inicialmente por uma expedição militar castelhana, apoiada mais tarde pelas tropas aragonesas (1512). Ele também tentou ampliar a esfera de influência da Espanha na Itália, fortalecendo-a contra a França. Como governante de Aragão, Fernando esteve envolvido na luta contra a França e a República de Veneza pelo controle da Itália. Esses conflitos tornaram-se o centro da política externa de Fernando como rei. O primeiro investimento de Fernando  com as forças espanholas ocorreu na Guerra da Liga de Cambrai contra Veneza, onde os soldados espanhóis se destacaram no campo ao lado de seus aliados franceses na Batalha de Agnadello (1509). Apenas um ano depois, Fernando juntou-se à Liga Santa contra a França, vendo uma oportunidade de tomar tanto Nápoles (onde tinha reivindicações dinásticas) como Navarra, que foi reivindicada através do seu casamento com Germana de Foix. A guerra teve menos sucesso do que a contra Veneza e, em 1516, a França concordou com uma trégua que deixou Milão sob controle francês e reconheceu a hegemonia espanhola no norte de Navarra. Fernando morreria mais tarde naquele ano.
A morte de Fernando levou à ascensão do jovem Carlos aos tronos espanhóis como Carlos I de Castela e Aragão, solidificando ainda mais a monarquia na Espanha. A sua herança incluía todas as possessões espanholas no Novo Mundo e em torno do Mediterrâneo. Após a morte de seu pai Habsburgo em 1506, Carlos herdou a Holanda e o Franco-Condado, crescendo em Flandres. Em 1519, com a morte de seu avô paterno Maximiliano I, Carlos herdou os territórios dos Habsburgos na Alemanha e foi devidamente eleito Sacro Imperador Romano. Sua mãe, Joana, permaneceu rainha titular de Castela até sua morte em 1555, mas devido à sua saúde mental e às preocupações de ela ser proposta como monarca alternativa pela oposição (como aconteceu na Guerra das Comunidades de Castela), Carlos a manteve presa.

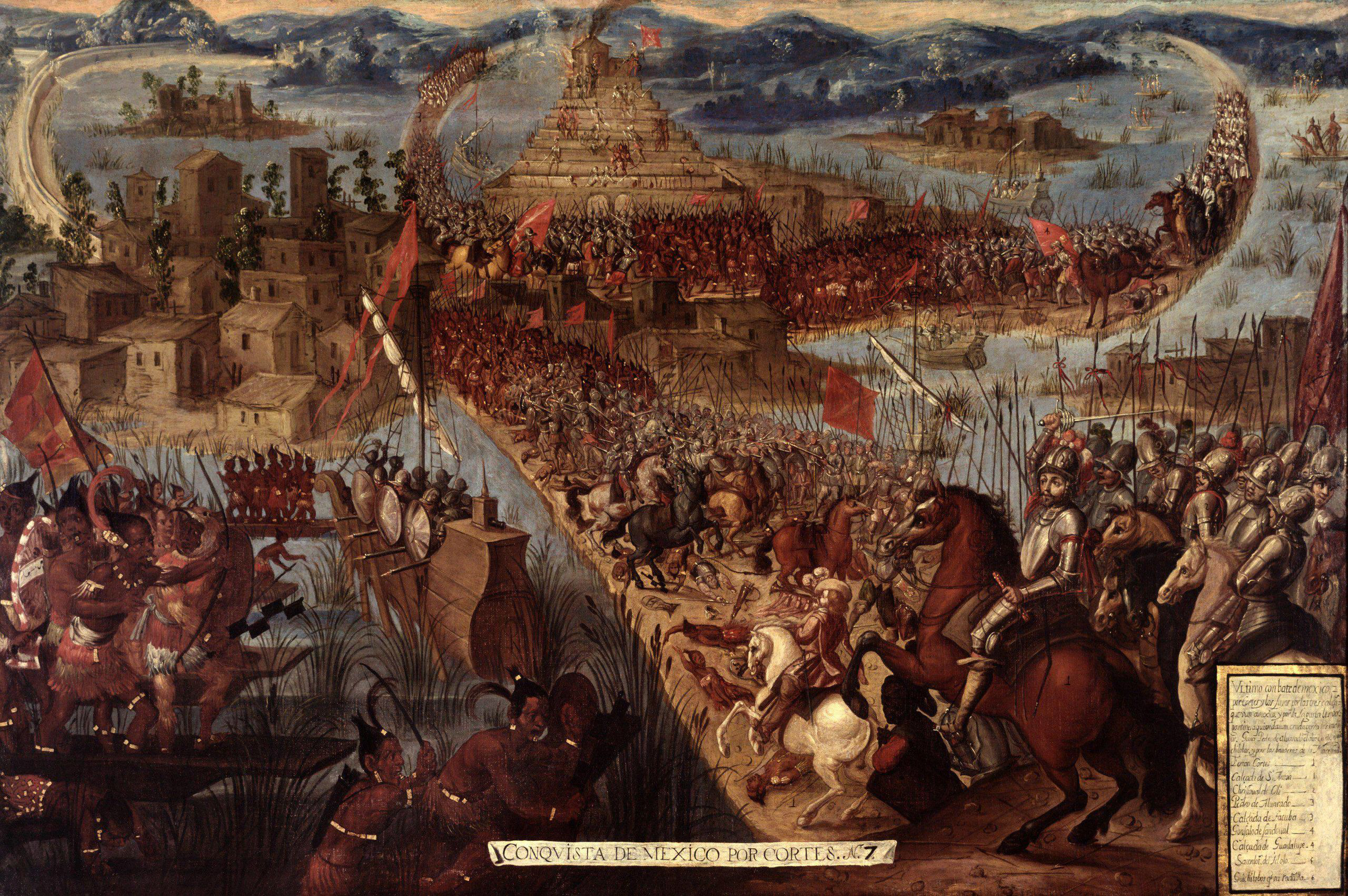
Pintura do século XVII representando a Queda de Tenochtitlán, em 1521. Os colonos espanhóis foram levados a invadir o Império Asteca pelo conquistador Hernán Cortés.

Nesse momento, o Imperador e Rei Carlos era o homem mais poderoso da Cristandade. A acumulação de tanto poder por um homem e uma dinastia preocupou muito Francisco I da França, que se viu cercado pelos territórios dos Habsburgo. Em 1521, Francisco invadiu as possessões espanholas na Itália e em Navarra, o que inaugurou uma segunda rodada do conflito franco-espanhol. A guerra foi um desastre para a França, que sofreu derrotas em Biccoca (1522), Pavia (1525, onde Francisco foi capturado) e Landriano (1529). Em seguida, Francisco cedeu e abandonou Milão para a Espanha mais uma vez. As possessões ultramarinas da Espanha no Novo Mundo baseavam-se nas Antilhas Espanholas e na terra firme no continente sul e centro americano (chamado de  Meno espanhol). Consistiam numa população indígena em rápida diminuição, poucos recursos de valor para a coroa e uma escassa população de colonos espanhóis. A situação mudou drasticamente com a expedição de Hernán Cortés, que aliando-se com cidades-estado hostis aos astecas e a milhares de guerreiros indígenas mexicanos, conquistou o Império Asteca em 1521. Seguindo o padrão estabelecido na Espanha durante a Reconquista e no Caribe, nos primeiros assentamentos europeus nas Américas os conquistadores dividiram a população indígena em encomiendas de propriedades privadas e exploraram seu trabalho. Com a colonização das Américas, a Espanha permitiu que vastas novas populações indígenas se convertessem ao cristianismo e governassem como vassalos da coroa. Carlos estabeleceu o Conselho das Índias em 1524 para supervisionar todas as possessões ultramarinas de Castela. Ele nomeou um vice-rei no México em 1535, limitando a governança real da corte superior, a Real Audiência, e dos funcionários do tesouro. Todos os funcionários estavam agora sob a jurisdição do Conselho das Índias. Carlos promulgou as Leis Novas de 1542 para evitar que o  grupo conquistador formasse uma aristocracia hereditária que pudesse desafiar o poder da coroa.

### Carlos, um imperador e um rei (1521-1558)

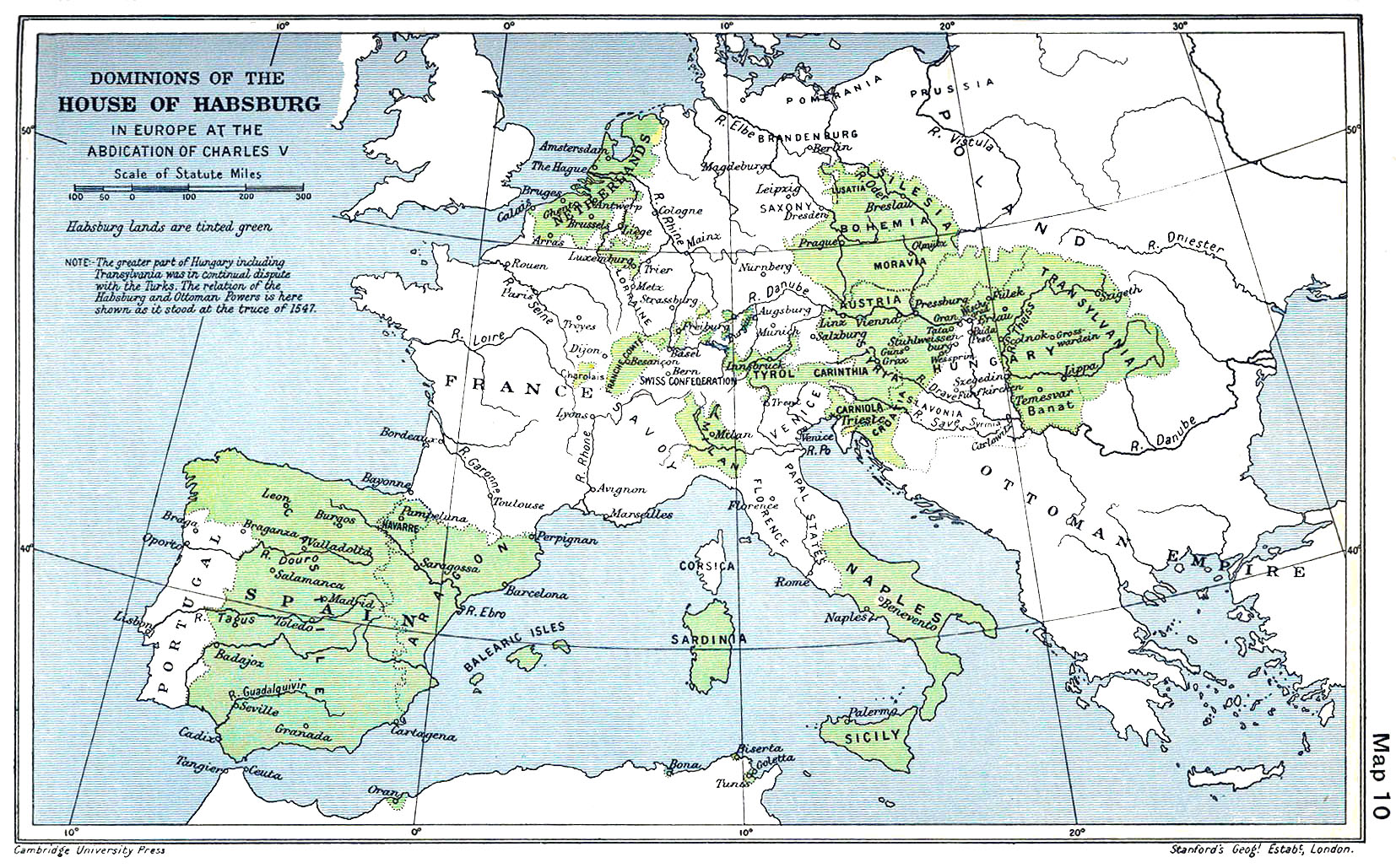
Um mapa do domínio da monarquia dos Habsburgos após a Batalha de Mühlberg (1547), conforme descrito em The Cambridge Modern History Atlas (1912). As terras dos Habsburgos estão sombreadas em verde

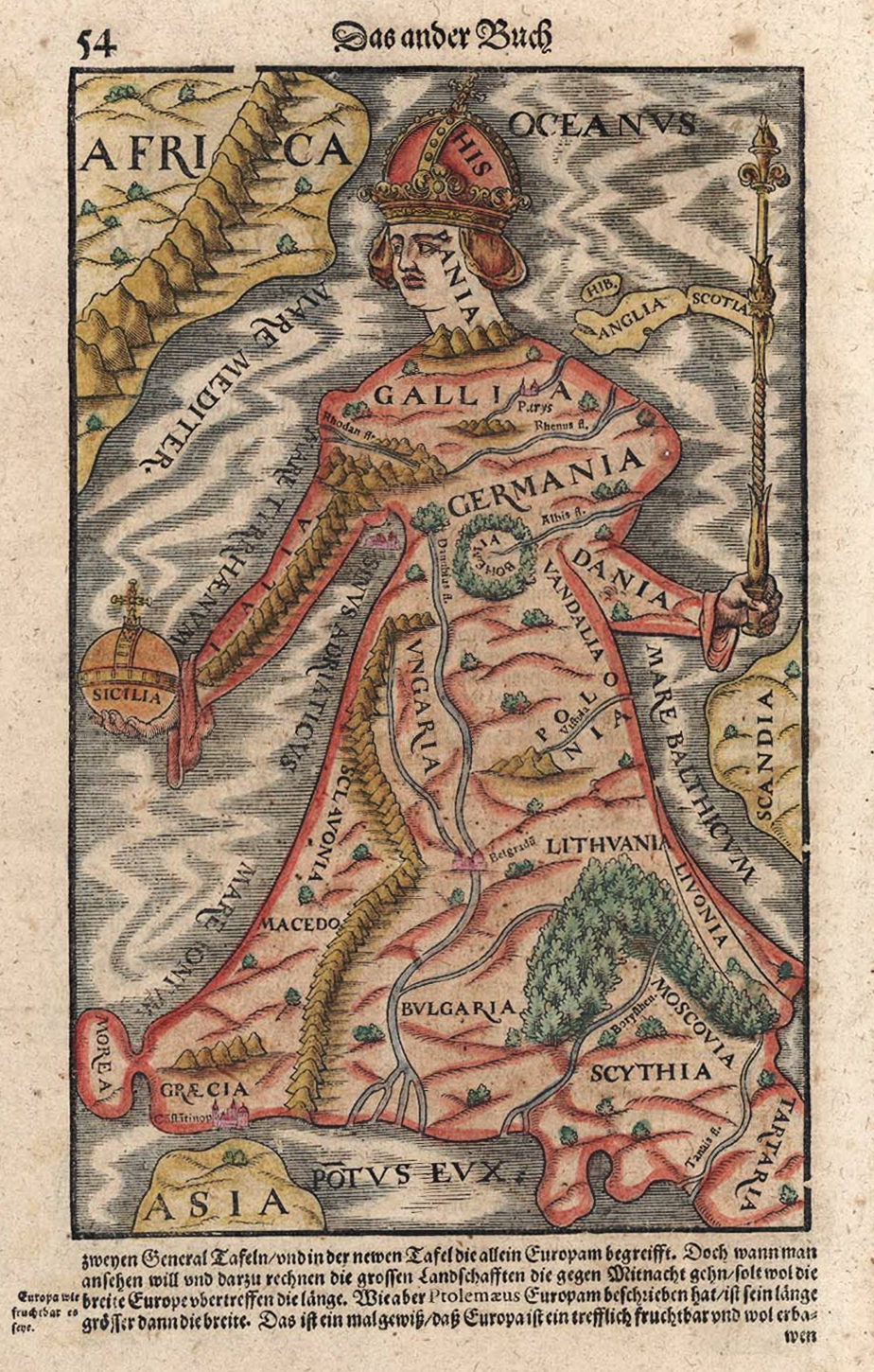
Europa regina, associada a uma Europa dominada pelos Habsburgos sob Carlos V

A vitória de Carlos na Batalha de Pavia (1525) surpreendeu muitos italianos e alemães e suscitou preocupações de que ele se esforçaria para obter um poder ainda maior. O Papa Clemente VII mudou de lado e agora juntou forças com a França e os estados italianos proeminentes contra o Imperador Habsburgo, na Guerra da Liga de Cognac. Em 1527, devido à incapacidade de Carlos de lhes pagar o suficiente, os seus exércitos no norte da Itália amotinaram-se e saquearam a própria Roma, forçando Clemente e os papas seguintes a serem consideravelmente mais prudentes nas suas relações com as autoridades seculares. Em 1533, a recusa de Clemente anular o casamento de Henrique VIII da Inglaterra com Catarina de Aragão (tia de Carlos) foi uma consequência direta de sua relutância em ofender o imperador e talvez ter sua capital saqueada uma segunda vez. A Paz de Barcelona, assinada entre Carlos e o papa em 1529, estabeleceu uma relação mais cordial entre os dois líderes, o que efetivamente fez do imperador o protetor da causa católica e o reconheceu como rei da Itália em troca da intervenção imperial-espanhola na derrubada do rebelde República de Florença.
A Reforma Protestante começou na Alemanha em 1517. Carlos, por meio de sua posição como Sacro Imperador Romano, de suas importantes propriedades ao longo das fronteiras da Alemanha e de seu relacionamento próximo com seus parentes Habsburgo na Áustria, tinha interesse em manter a estabilidade do Sacro Império Romano. A Guerra dos Camponeses alemães eclodiu na Alemanha em 1524 e devastou o país até ser brutalmente reprimido em 1526. Carlos, mesmo tão longe da Alemanha como estava, empenhou-se em manter a ordem. Após a Guerra dos Camponeses, os protestantes organizaram-se numa liga defensiva para se protegerem do Imperador. Sob a proteção da Liga de Esmalcalda, os estados protestantes cometeram uma série de ultrajes aos olhos da Igreja Católica (o confisco de alguns territórios eclesiásticos, dentre outras coisas) e desafiaram a autoridade do Imperador.
Em 1543, Francisco I, rei da França, anunciou a sua aliança sem precedentes com o sultão otomano, Solimão, o Magnífico, ao ocupar a cidade de Nice, controlada pelos espanhóis, em cooperação com as forças turcas. Henrique VIII da Inglaterra, que guardava maior rancor da França do que do imperador por impedir seu divórcio, juntou-se a Carlos na sua invasão da França. Embora o exército espanhol tenha sido derrotado na Batalha de Ceresole, na Saboia, Henrique se saiu melhor e a França foi forçada a aceitar seus termos. Os austríacos continuaram a lutar contra os otomanos no leste, liderados pelo irmão mais novo de Carlos, Fernando I do Sacro Império Romano-Germânico. Com a derrota da França, Carlos passou a cuidar de um problema mais antigo: a Liga de Esmalcalda.
Talvez mais importante para a estratégia do rei espanhol, a Liga aliou-se aos franceses e os esforços na Alemanha para minar seu poderio foram rejeitados. A derrota de Francisco em 1544 levou à anulação da aliança com os protestantes, e Carlos aproveitou a oportunidade. Ele tentou pela primeira vez o caminho da negociação no Concílio de Trento em 1545, mas a liderança protestante, sentindo-se traída pela postura tomada pelos católicos no concílio, entrou em guerra, liderada por Maurício, Príncipe-Eleitor da Saxônia. Em resposta, Carlos invadiu a Alemanha à frente de um exército misto holandês-espanhol, na esperança de restaurar a autoridade imperial. O Imperador infligiu pessoalmente uma derrota decisiva aos protestantes na histórica Batalha de Mühlberg, em 1547. Em 1555, Carlos assinou a Paz de Augsburgo com os estados protestantes e restaurou a estabilidade na Alemanha com base no seu princípio de Cuius regio, eius religio (De quem é a região, dele se siga a religião). O envolvimento de Carlos na Alemanha estabeleceria um papel para a Espanha como protetora da causa católica dos Habsburgos no Sacro Império Romano.
Em 1526, Carlos casou-se com a Infanta Isabel, irmã de João III de Portugal. Em 1556, ele abdicou de seus cargos, dando o império espanhol ao seu único filho sobrevivente, Filipe, e o Sacro Império Romano ao seu irmão, Fernando. Carlos retirou-se para o Mosteiro de São Jerónimo de Yuste (Extremadura, Espanha) e morreu em 1558.

### Filipe II (1558–1598)
A Espanha ainda não estava em paz, pois o agressivo Henrique II da França subiu ao trono em 1547 e renovou o conflito entre os dois países. O sucessor de Carlos, Filipe II, conduziu energicamente a guerra contra a França, esmagando um exército francês na Batalha de Saint Quentin na Picardia em 1557 e derrotando Henrique novamente na Batalha de Gravelines no ano seguinte. A Paz de Cateau-Cambrésis, assinada em 1559, reconheceu permanentemente as reivindicações espanholas na Itália. Nas celebrações que se seguiram ao tratado, Henrique foi morto por um pedaço perdido de uma lança, durante um torneio. A França foi atingida durante os trinta anos seguintes pela guerra civil e pela agitação e foi incapaz de competir eficazmente com a Espanha e os Habsburgos na luta pelo poder europeu. Livre de qualquer oposição francesa séria, a Espanha viu o auge do seu poder e alcance territorial no período 1559-1643.
O Império Espanhol cresceu substancialmente desde os dias de Fernando e Isabel. Os impérios asteca e inca foram conquistados durante o reinado de Carlos, de 1519 a 1521 e de 1540 a 1558, respectivamente. Assentamentos espanhóis foram estabelecidos no Novo Mundo: Cidade do México, a cidade colonial mais importante estabelecida em 1524 para ser o principal centro de administração no Novo Mundo; Flórida, colonizada na década de 1560; Buenos Aires, fundada em 1536; e Nova Granada (atuais Colômbia, Venezuela, Equador e Panamá), colonizada na década de 1530. O Império Espanhol no exterior tornou-se a fonte da riqueza e do poder espanhol na Europa. Mas à medida que as remessas de metais preciosos se expandiram rapidamente no final do século, isso contribuiu para a inflação geral que afetava toda a Europa. Ao invés de alimentar a economia espanhola, a prata americana tornou o país cada vez mais dependente de fontes estrangeiras de matérias-primas e produtos manufaturados. Em 1557, a Espanha foi forçada, pela primeira de muitas vezes, a declarar uma inadimplência soberana, obrigando-a a repudiar parcialmente a sua dívida por meio da consolidação e conversão.
A Paz de Cateau-Cambrésis em 1559 encerrou a guerra com a França, deixando a Espanha com uma vantagem considerável. No entanto, o governo ainda estava atolado em dívidas e declarou falência naquele ano. A maior parte das receitas do governo veio de impostos especiais de consumo, não de prata importada e outros bens. O Império Otomano há muito ameaçava as periferias dos domínios dos Habsburgo na Áustria e no noroeste da África. Em resposta, Fernando e Isabel enviaram expedições ao Norte da África, capturando Melilla em 1497 e Oran em 1509. Carlos preferiu combater os otomanos através de uma estratégia consideravelmente mais marítima, dificultando os desembarques otomanos nos territórios venezianos no Mediterrâneo Oriental. Somente em resposta aos ataques na costa oriental da Espanha é que Carlos liderou pessoalmente ataques contra propriedades no Norte da África (1545). Em 1560, os otomanos lutaram contra a marinha espanhola na costa da Tunísia, mas em 1565 as tropas otomanas que desembarcaram na ilha estrategicamente vital de Malta, defendida pelos Cavaleiros de São João, foram derrotadas. A morte de Solimão, o Magnífico, no ano seguinte, e sua sucessão por Selim II encorajaram Filipe, que resolveu levar a guerra às terras otomanas. Em 1571, uma expedição naval mista de navios espanhóis, venezianos e papais liderada pelo filho ilegítimo de Carlos, Dom João de Áustria, aniquilou a frota otomana na Batalha de Lepanto, na maior batalha naval travada em águas europeias desde a Batalha de Áccio em 31 antes de Cristo. A frota incluía Miguel de Cervantes, futuro autor do histórico romance espanhol Dom Quixote. A vitória refreou a ameaça naval otomana contra o território europeu, particularmente no Mediterrâneo ocidental, e a perda de marinheiros experientes seria uma grande desvantagem no enfrentamento das frotas cristãs. No entanto, os turcos conseguiram reconstruir a sua marinha num ano, utilizando-a com facilidade para consolidar o domínio otomano sobre a maior parte da costa africana do Mediterrâneo e das ilhas orientais. Filipe não tinha recursos para lutar contra os Países Baixos e o Império Otomano ao mesmo tempo, e o impasse no Mediterrâneo continuou até que a Espanha concordou com uma trégua em 1580.
O tempo de alegria em Madrid durou pouco. Em 1566, motins liderados pelos calvinistas nos Países Baixos Espanhóis (aproximadamente iguais à atuais Holanda e Bélgica, herdados por Filipe de Carlos e seus antepassados da Borgonha) levaram o Duque de Alba a conduzir uma expedição militar para restaurar a ordem. Alba lançou um reinado de terror. Em 1568, Guilherme, o Silencioso, liderou uma tentativa fracassada de expulsar Alba da Holanda. Essa tentativa é geralmente considerada um sinal do início da Guerra dos Oitenta Anos, que terminou com a independência das Províncias Unidas. Os espanhóis, que obtiveram uma grande riqueza dos Países Baixos e particularmente do porto vital de Antuérpia, estavam empenhados em restaurar a ordem e manter o seu domínio sobre as províncias. Em 1572, um bando de corsários holandeses rebeldes conhecidos como Mendigos do Mar tomou várias cidades costeiras holandesas, proclamou o seu apoio a Guilherme e denunciou a liderança espanhola.
Em 1574, o exército espanhol comandado por Luis de Requesens y Zúñiga foi repelido do Cerco de Leiden depois que os holandeses destruíram os diques que impediam o Mar do Norte de chegar às províncias baixas. Em 1576, confrontado com os custos do seu exército de ocupação de 80.000 homens nos Países Baixos e da enorme frota que venceu em Lepanto, Filipe foi forçado a aceitar a falência. O exército nos Países Baixos amotinou-se pouco depois, tomando Antuérpia e saqueando o sul desses países, levando várias cidades nas anteriormente pacíficas províncias do sul a juntarem-se à rebelião. Os espanhóis escolheram a rota da negociação e pacificaram novamente a maioria das províncias do sul com a União de Arras em 1579.

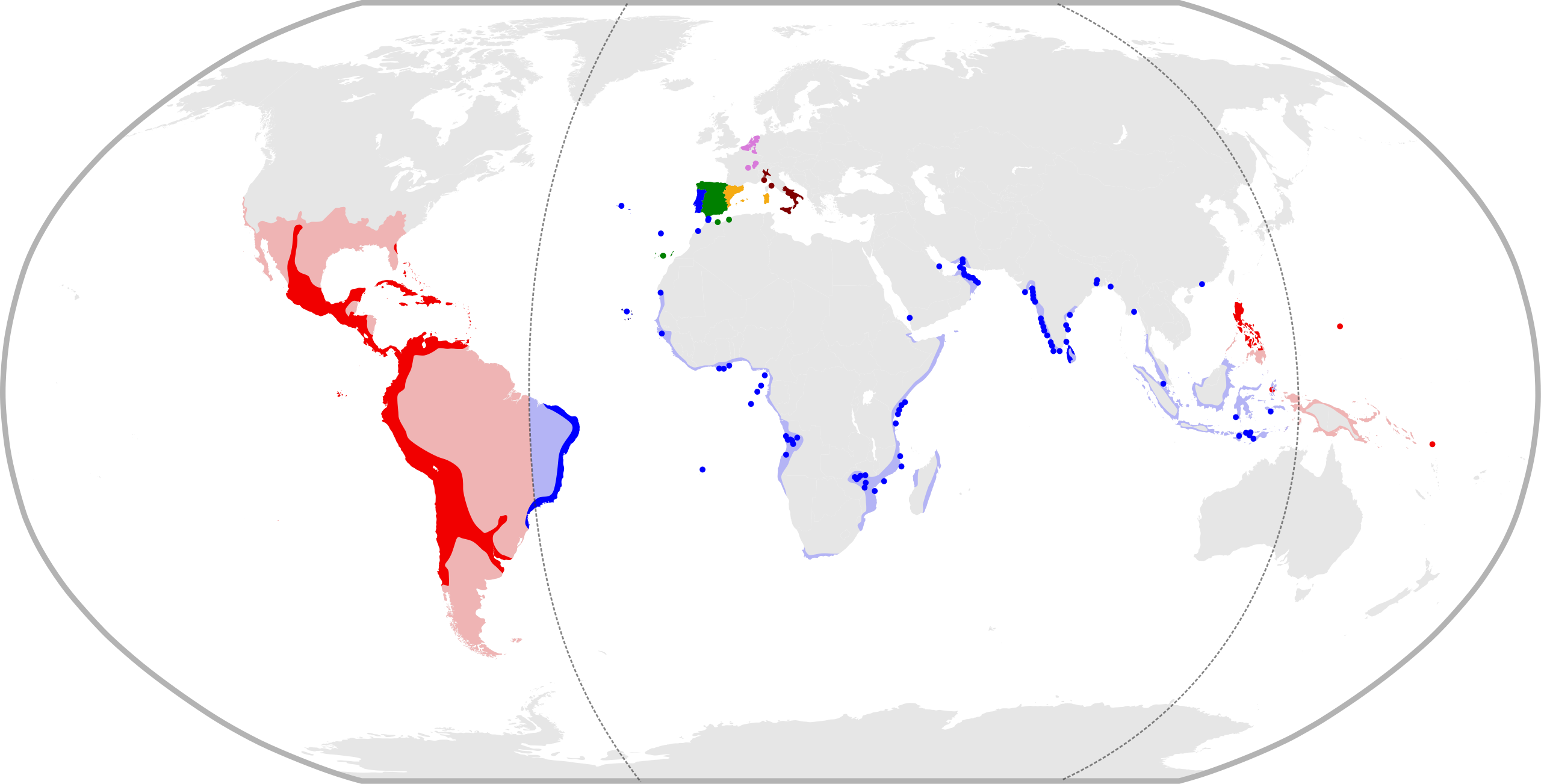
A União Ibérica em 1598, durante o reinado de Filipe II
Territórios nomeados para o Conselho de Castela.
Territórios nomeados para o Conselho de Aragão.
Territórios nomeados para o Conselho de Portugal.
Territórios nomeados para o Conselho da Itália.
Territórios nomeados para o Conselho das Índias.
Territórios nomeados para o Conselho de Flandres, compreendendo os territórios disputados das Províncias Unidas.

O acordo de Arras exigia que todas as tropas espanholas abandonassem essas terras. No entanto, Filipe pretendia unir toda a Península Ibérica sob o seu governo, um objetivo tradicional dos monarcas espanhóis. A oportunidade surgiu em 1578, quando o rei português Sebastião lançou uma cruzada contra o Sultanato Saadiano de Marrocos. A expedição terminou em desastre e no desaparecimento de Sebastião na Batalha de Alcácer Quibir. O seu tio idoso, o Cardeal Henrique, governou até morrer em 1580. Embora Filipe já se preparasse há muito tempo para a tomada de Portugal, ainda achou necessário lançar uma ocupação militar liderada pelo Duque de Alba. Filipe assumiu o título de Rei de Portugal, mas fora isso o país permaneceu autónomo, mantendo as suas próprias leis, moeda e instituições. No entanto, Portugal renunciou a toda a independência na política externa e as relações entre os dois países nunca foram calorosas.
A França constituiu-se na pedra angular da política externa espanhola. Durante 30 anos depois de Cateau-Cambrésis, ficou mergulhada em guerras civis. Depois de 1590, os espanhóis intervieram diretamente na França ao lado da Liga Católica, vencendo batalhas, mas não conseguindo impedir que Henrique de Navarra se tornasse rei como Henrique IV. Para consternação da Espanha, o Papa Clemente VIII aceitou Henrique na Igreja Católica.
Manter os Países Baixos sob controle exigia uma extensa força de ocupação, e a Espanha ainda estava financeiramente em dificuldades desde a falência de 1576. Em 1584, Guilherme, o Silencioso, foi assassinado por um católico, e esperava-se que a morte do popular líder da resistência holandesa poria fim à guerra. Porém, isso não aconteceu. Em 1586, a Rainha Isabel I da Inglaterra apoiou a causa protestante nos Países Baixos e na França. Sir Francis Drake lançou ataques contra mercadores espanhóis nas Caraíbas e no Oceano Pacífico, juntamente com um ataque particularmente agressivo ao porto de Cádiz. Filipe enviou a Armada Espanhola para atacar a Inglaterra. Com 130 navios e 30.000 homens, era liderada pelo duque de Medina-Sidonia. O objetivo da Armada era transportar as tropas espanholas da Holanda para invadir a Inglaterra. Após três dias de combates com a frota inglesa, a Armada retirou-se e foi forçada a fazer a viagem ao redor da costa da Escócia e da Irlanda, com muitos navios naufragados pelas tempestades.
A Espanha investiu na guerra religiosa na França após a morte de Henrique II. Em 1589, Henrique III, o último membro da Casa de Valois, foi assassinado nas muralhas de Paris. O seu sucessor, Henrique IV, o primeiro rei da Casa de Bourbon, foi um homem de grande habilidade, conquistando vitórias importantes contra a Liga Católica em Arques (1589) e Ivry (1590). Empenhados em impedir que Henrique se tornasse rei de França, os espanhóis dividiram o seu exército nos Países Baixos e invadiram a França em 1590.
Confrontado com guerras contra a Inglaterra, França e Países Baixos, o governo espanhol descobriu que nem a prata do Novo Mundo nem o aumento constante dos impostos eram suficientes para cobrir as suas despesas e faliu novamente em 1596. Para colocar as finanças em ordem, as campanhas militares foram reduzidas e as  sobrecarregadas forças armadas entraram em modo amplamente defensivo. Em 1598, pouco antes de sua morte, Filipe II fez a paz com a França, retirando suas forças do território francês e interrompendo os pagamentos à Liga Católica após aceitar Henrique IV, agora convertido ao catolicismo, como o legítimo rei francês. Enquanto isso, Castela foi devastada por uma praga que chegou de navio vinda do norte, que ocasionou a morte de meio milhão de pessoas. No entanto, no início do século XVII e apesar das suas dificuldades, a Espanha ainda era inquestionavelmente a potência europeia dominante.

#### Turcos otomanos, Mediterrâneo e Norte da África durante o governo de Filipe II
Nos primeiros anos de seu reinado, de 1556 a 1566, Filipe II estava preocupado principalmente com os aliados muçulmanos dos turcos, baseados em Trípoli e Argel, as bases a partir das quais as forças norte-africanas (muçulmanas) sob o comando do corsário Dragut atacavam a navegação cristã. Em 1560, uma frota cristã liderada pelos espanhóis foi enviada para recapturar Trípoli (capturada pela Espanha em 1510), mas a frota foi destruída pelos otomanos na Batalha de Djerba. Em 1563, os otomanos tentaram tomar as bases militares espanholas de Orã e Mers El Kébir, na costa norte-africana, mas foram repelidos. Em 1565, eles enviaram uma grande expedição a Malta, que sitiou vários fortes da ilha. Uma força de socorro espanhola da Sicília expulsou os otomanos (exaustos após um longo cerco) da ilha. A morte de Solimão, o Magnífico, no ano seguinte, e sua sucessão por seu filho menos capaz, Selim II, encorajaram Filipe, que resolveu levar a guerra pessoalmente ao sultão.

A Batalha de Lepanto (1571)

Em 1571, uma frota cristã, liderada pelo meio-irmão de Filipe, João de Áustria, aniquilou a frota otomana na Batalha de Lepanto nas águas ao largo do sudoeste da Grécia. No entanto, apesar da vitória significativa, a desunião da Liga Santa impediu os vencedores de capitalizar seu triunfo. Os planos para tomar os Dardanelos como um passo para recuperar Constantinopla para a cristandade foram arruinados por disputas entre os aliados. Com um esforço enorme, o Império Otomano reconstruiu a sua Marinha. Em seis meses, uma nova frota conseguiu reafirmar a supremacia naval otomana no Mediterrâneo Oriental. João capturou Túnis (na atual Tunísia) dos otomanos em 1573, mas logo a cidade foi perdida novamente. O sultão otomano concordou com uma trégua no Mediterrâneo com Filipe em 1580. No Mediterrâneo Ocidental, Filipe seguiu uma política defensiva com a construção de uma série de fortes militares e acordos de paz com alguns dos governantes muçulmanos do Norte da África.
Na primeira metade do século XVII, os navios espanhóis atacaram a costa da Anatólia, derrotando frotas otomanas maiores na Batalha do Cabo Celidonia e na Batalha do Cabo Corvo. Larache e La Mamora, na costa atlântica marroquina, e a ilha de Alhucemas, no Mediterrâneo, foram tomadas, mas durante a segunda metade do século XVII, Larache e La Mamora também foram perdidas.

#### Conflitos no Noroeste da Europa

Caminho Espanhol (1567–1620)

Filipe liderou a Espanha na fase final das Guerras Italianas, esmagando um exército francês na Batalha de St. Quentin na Picardia em 1558 e derrotando os franceses novamente na Batalha de Gravelines. A Paz de Cateau-Cambrésis, assinada em 1559, reconheceu permanentemente as reivindicações espanholas na Itália. A França foi atingida durante os trinta anos seguintes por uma guerra civil crônica e agitação política. Durante este período, isso a impediu de competir efetivamente com a Espanha e a família Habsburgo nos jogos de poder europeus. Livre da oposição francesa, a Espanha atingiu o apogeu do seu poder e alcance territorial no período 1559-1643.

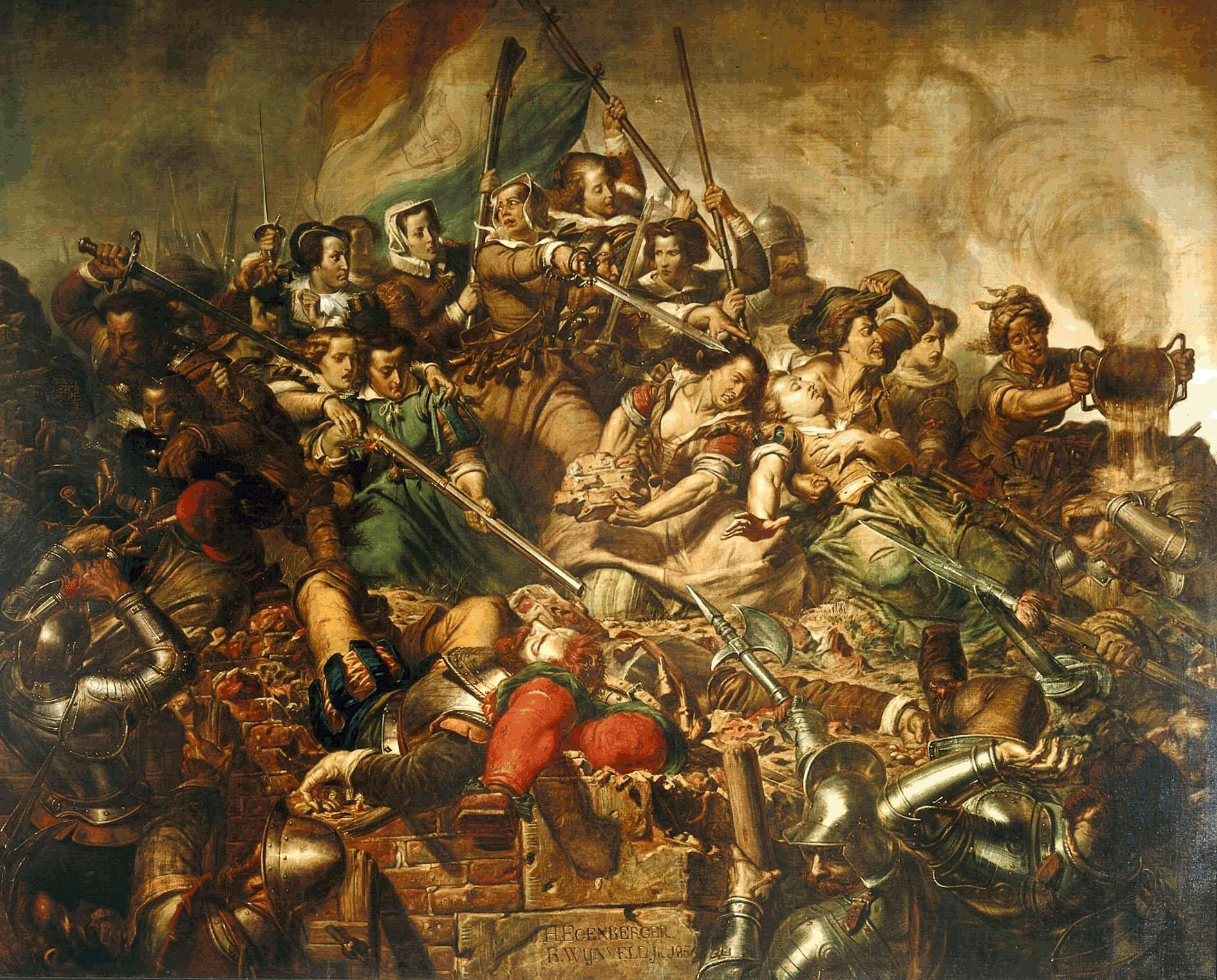
Cerco de Haarlem (1572–73)

Em 1566, motins liderados pelos calvinistas na Holanda levaram o Duque de Alba a marchar para Bruxelas à frente de um grande exército para restaurar a ordem. Em 1568, Guilherme de Orange, um nobre alemão, liderou uma tentativa fracassada de expulsar Alba da Holanda. A Batalha de Rheindalen é frequentemente vista como o início não oficial da Guerra dos Oitenta Anos, que levou à separação do norte e do sul dos Países Baixos e à formação das Províncias Unidas. Os espanhóis, que obtiveram uma grande riqueza dos Países Baixos e particularmente do porto vital de Antuérpia, estavam empenhados em restaurar a ordem e manter o seu domínio sobre as Províncias. Durante a fase inicial da guerra, a revolta foi em grande parte mal sucedida. A Espanha recuperou o controle sobre a maioria das províncias rebeldes. Este período é conhecido como a Fúria Espanhola devido ao elevado número de massacres, casos de saques em massa e destruição total de várias cidades entre 1572 e 1579.

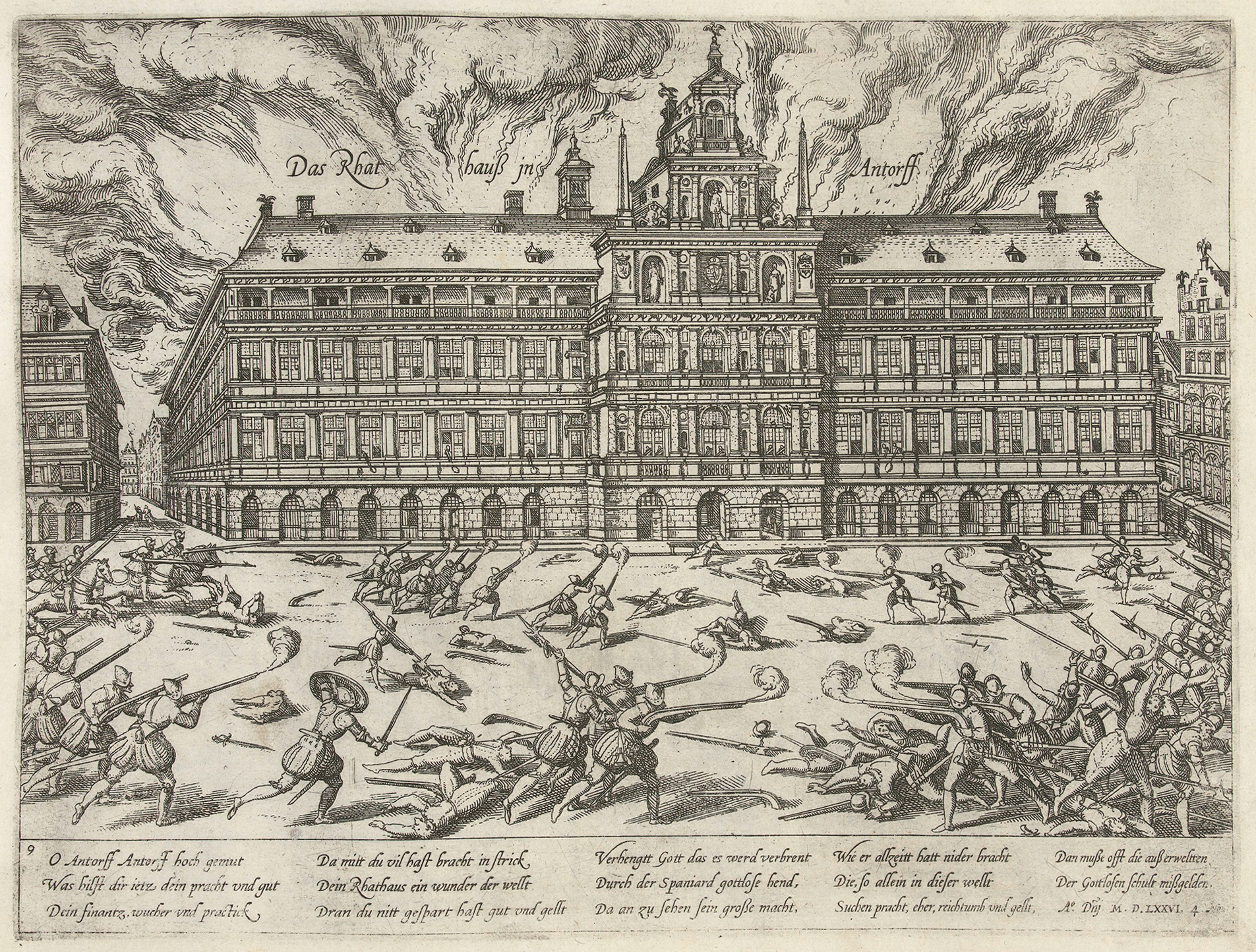
Saque de Antuérpia, demonstração do poder militar espanhol como uma potência mundial líder na época.

Em janeiro de 1579, Frísia, Guéldria, Groninga, Holanda, Overissel, Utreque e Zelândia formaram as Províncias Unidas que se tornaram os atuais Países Baixos Holandeses. Enquanto isso, a Espanha enviou Alessandro Farnese com 20 mil soldados bem treinados para a Holanda. Groninga, Breda, Kampen, Dunquerque, Antuérpia e Bruxelas, dentre outras cidades, foram sitiadas. Farnese finalmente garantiu as províncias do sul para a Espanha. Após a captura espanhola de Maastricht em 1579, os holandeses começaram a se voltar contra Guilherme de Orange. Ele foi assassinado por um apoiador de Filipe em 1584.

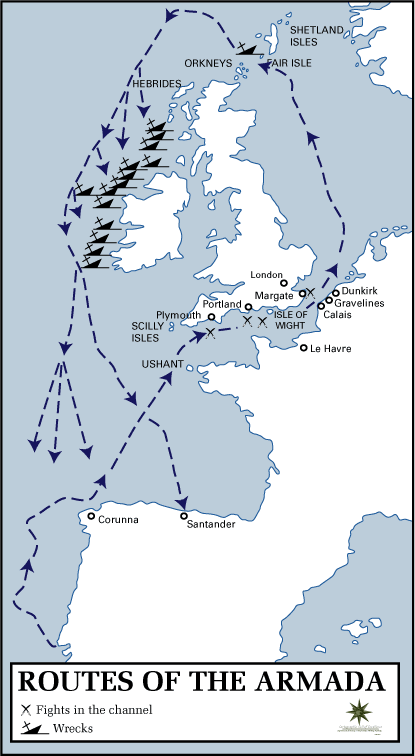
Rotas da Armada Espanhola

Após a Queda de Antuérpia, a Rainha da Inglaterra começou a ajudar as províncias do Norte e enviou tropas para lá em 1585. As forças inglesas, sob o comando do Conde de Leicester e depois de Lord Willoughby, enfrentaram os espanhóis na Holanda sob o comando de Farnese em uma série de ações em grande parte indecisas, o que amarrou um número significativo de tropas espanholas e ganhou tempo para os holandeses reorganizarem as suas defesas. A Armada Espanhola sofreu derrota nas mãos dos ingleses em 1588 e a situação nos Países Baixos tornou-se cada vez mais difícil de gerir. Maurício de Nassau, filho de Guilherme, recapturou Deventer, Groninga, Nimega e Zutphen. Os espanhóis estavam na defensiva, principalmente porque tinham desperdiçado demasiados recursos na tentativa de invasão da Inglaterra e em expedições no norte da França. Em 1595, o rei Henrique IV da França declarou guerra à Espanha, reduzindo ainda mais a sua capacidade de lançar uma guerra ofensiva nas Províncias Unidas. Philip foi forçado a declarar falência em 1557, 1560, 1576 e 1596. No entanto, ao recuperar o controle do mar, a Espanha conseguiu aumentar enormemente o fornecimento de ouro e prata da América, o que lhe permitiu aumentar a pressão militar sobre a Inglaterra e a França.
Sob pressão financeira e militar, em 1598 Filipe cedeu os Países Baixos Espanhóis à sua filha Isabel, após a conclusão do Tratado de Vervins com a França.

#### América espanhola

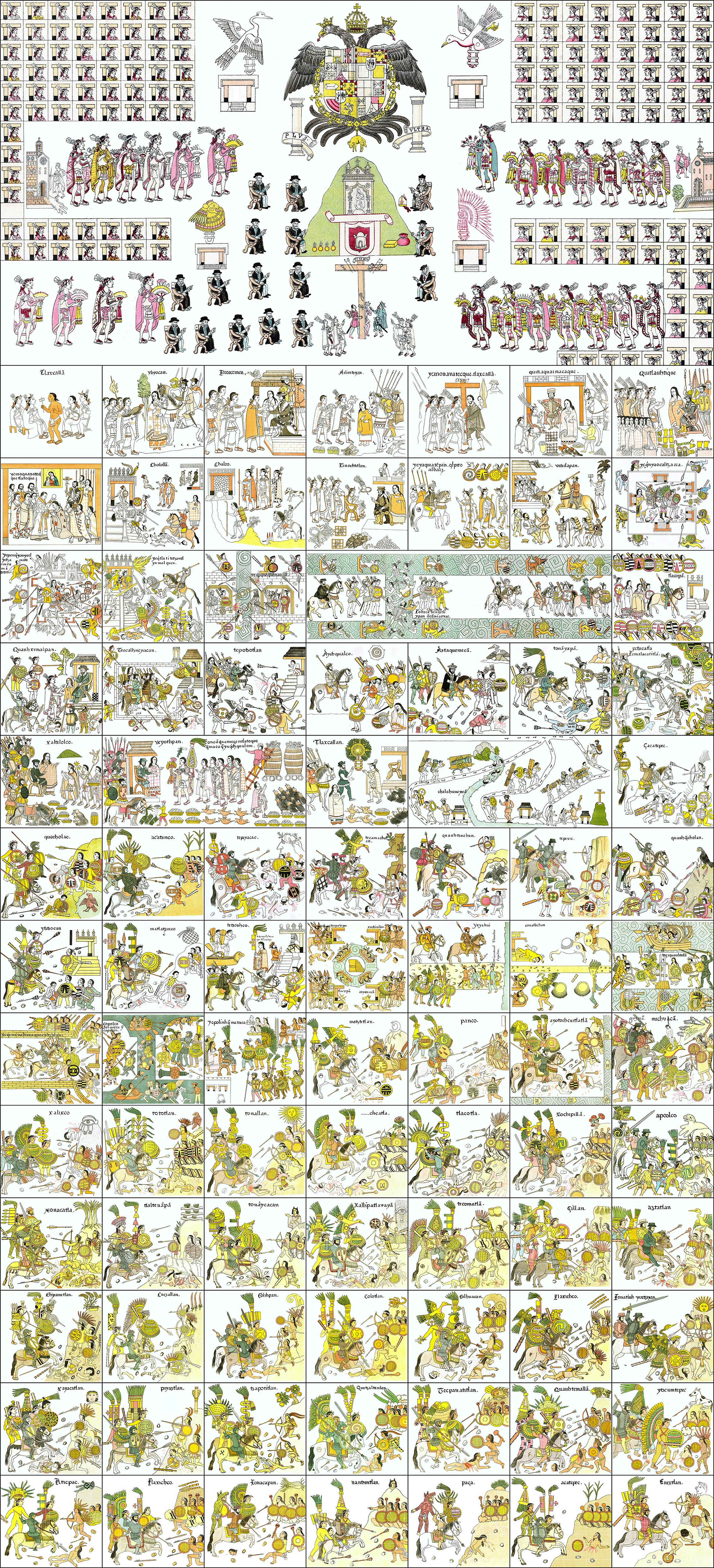
Códice de Tlaxcala com seu novo governo, incluindo o espanhol na camada superior. História Completa de Tlaxcala, 1585

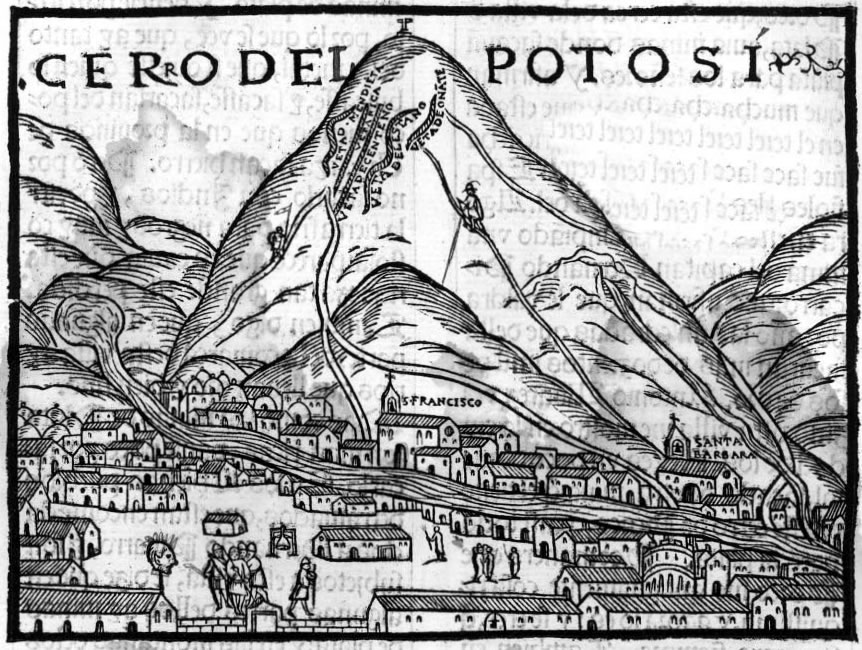
Cerro de Potosí, descoberto em 1545, produziu enormes quantidades de prata em um único local no alto Peru. A primeira imagem publicada na Europa. Pedro Cieza de León, 1553.

Sob Filipe II, o poder real sobre as Índias aumentou, mas a coroa sabia pouco sobre as suas possessões ultramarinas. Embora o Conselho das Índias tenha sido encarregado de supervisionar o país, agiu sem o conselho de altos funcionários com experiência colonial direta. Outro problema grave era que a coroa não sabia quais eram as leis espanholas em vigor ali. Para remediar a situação, Filipe nomeou Juan de Ovando presidente do Conselho. Ovando nomeou um "cronista e cosmógrafo das Índias", Juan López de Velasco, para recolher informações sobre os bens da coroa, o que resultou nos questionários Relaciones geográficas na década de 1580.
A coroa buscou maior controle sobre os encomenderos, que tentaram se estabelecer como uma aristocracia local; fortaleceu o poder da hierarquia eclesiástica; reforçou a ortodoxia religiosa com o estabelecimento da Inquisição em Lima e na Cidade do México (1571); e aumentou as receitas provenientes das minas de prata no Peru e no México, descobertas na década de 1540. Particularmente importante foi a nomeação pela coroa de dois vice-reis competentes, Dom Francisco de Toledo como vice-rei do Peru (1569–1581), e na Nova Espanha, Dom Martín Enríquez de Almanza (1568–1580), que posteriormente foi nomeado vice-rei no Peru para substituir Toledo.

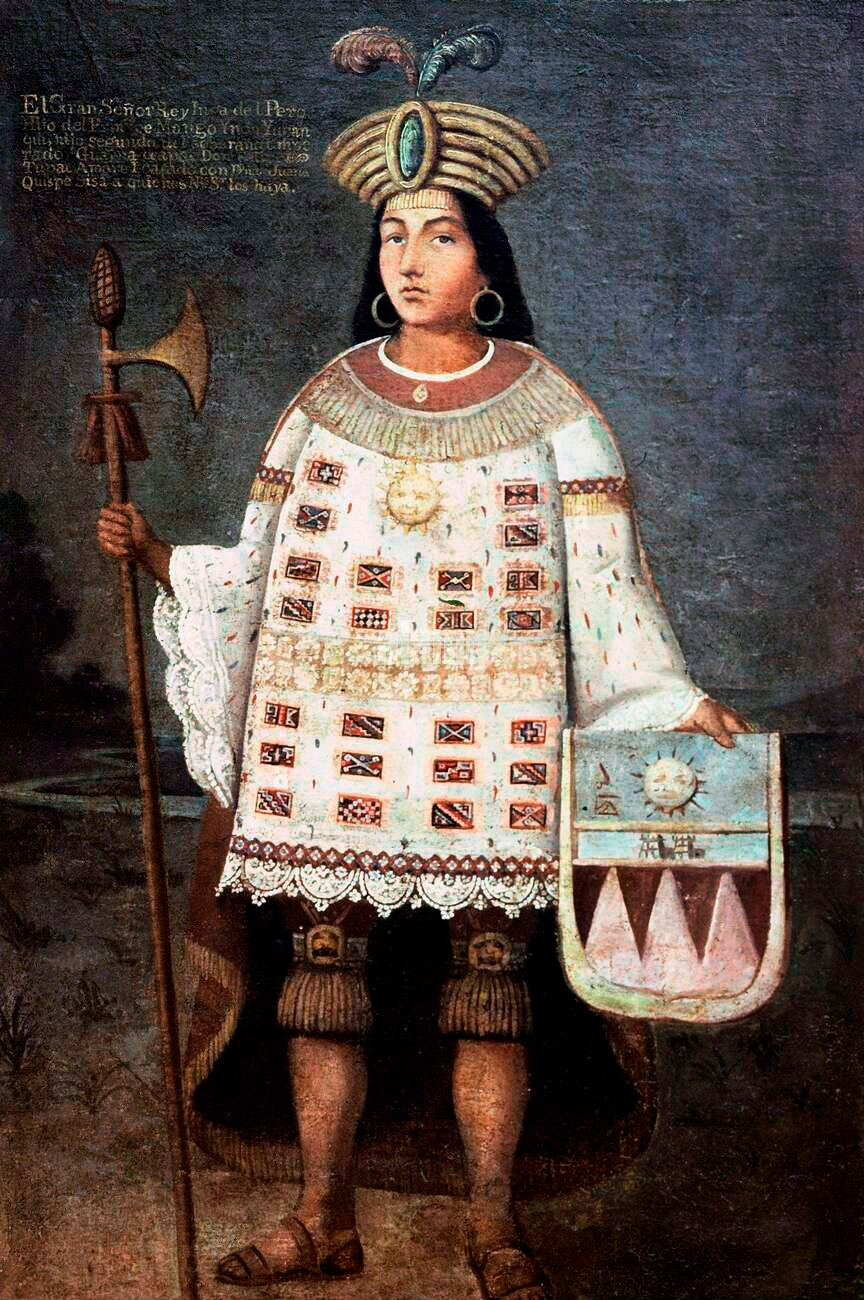
O último líder inca, Túpac Amaru, foi executado em 1572 por ordem do vice-rei Francisco de Toledo.

No Peru, depois de décadas de agitação política, com vice-reis e encomenderos ineficazes exercendo poder indevido, instituições reais fracas, um estado inca renegado existente em Vilcabamba e receitas decrescentes da mina de prata de Cerro Rico em Potosí, a nomeação de Toledo foi um grande passo à frente para o controle real. Ele aproveitou as reformas tentadas sob vice-reis anteriores, mas é frequentemente creditado por uma grande transformação no governo da coroa no Peru. Toledo formalizou o recrutamento de mão-de-obra dos plebeus andinos, a Mita, para garantir a oferta de mão-de-obra tanto para a mina de prata em Potosí como para a mina de mercúrio em Huancavelica. Ele estabeleceu distritos administrativos de Corregimento e reassentou os andinos nativos em reduções para melhor governá-los. Sob Toledo, o último reduto do estado Inca foi destruído e o último imperador Inca, Túpac Amaru, foi executado. A prata de Potosí fluiu para os cofres da Espanha e pagou pelas guerras da Espanha na Europa.
Na Nova Espanha, o vice-rei Enríquez organizou a defesa da fronteira norte contra grupos indígenas nômades e belicosos, que atacaram as linhas de transporte de prata das minas do norte. Na esfera religiosa, a coroa procurou controlar o poder das ordens religiosas com a Ordenanza del Patronazgo, ordenando aos frades que abandonassem as suas paróquias e as entregassem ao clero diocesano, que era controlado mais de perto pela coroa.
A Inquisição Espanhola expandiu-se para as Índias em 1565 e já existia em 1570 em Lima e na Cidade do México. Atraiu muitos espanhóis coloniais para câmaras de tortura. Os nativos americanos estavam isentos.

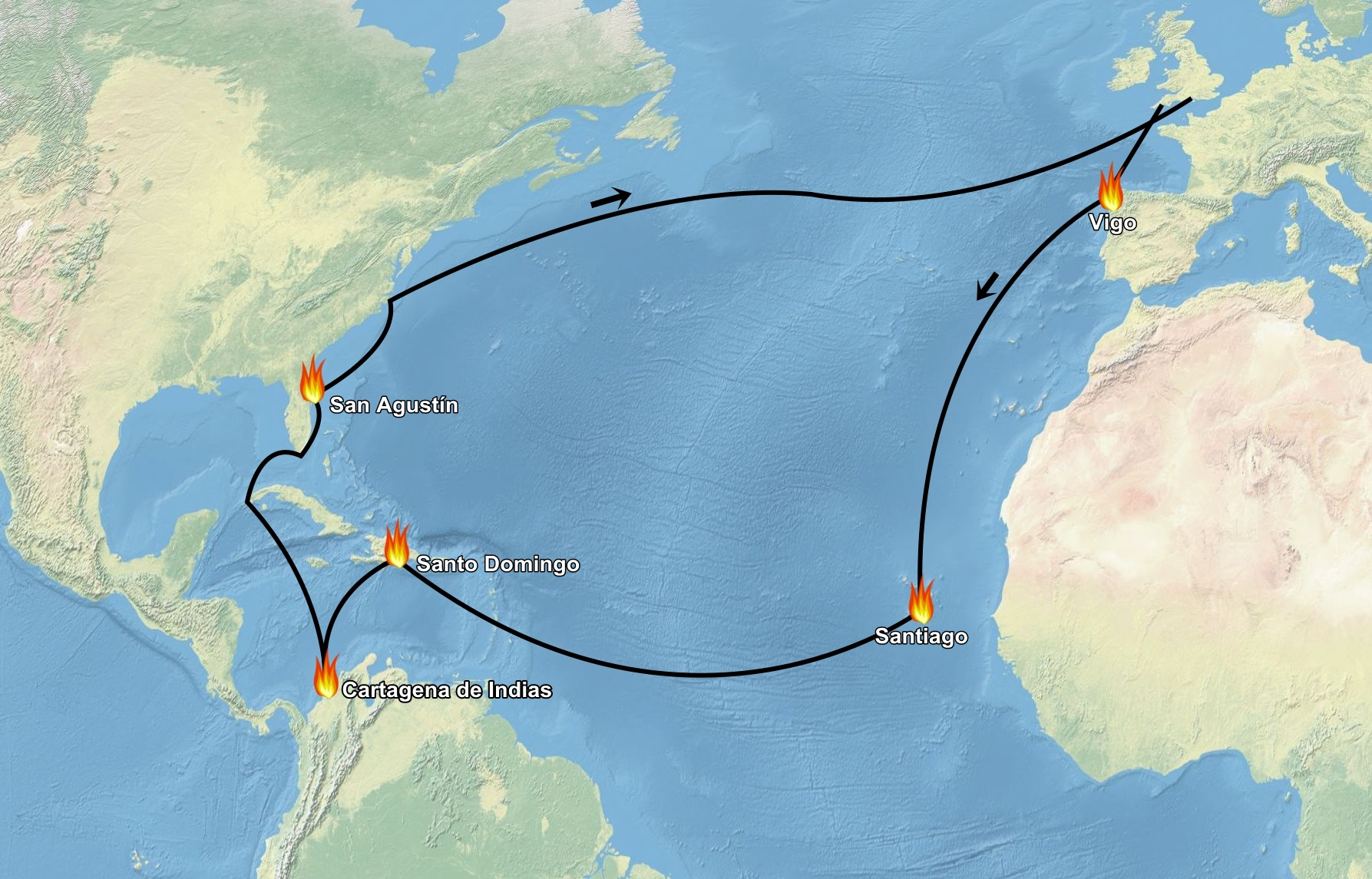
Viagem de Sir Francis Drake, 1585–86

A coroa expandiu as suas reivindicações globais e defendeu as existentes nas Índias. As explorações pelo Oceano Pacífico resultaram na reivindicação das Filipinas pela Espanha, no estabelecimento de assentamentos espanhóis e no comércio com a Nova Espanha. O vice-reinado da Nova Espanha recebeu jurisdição sobre as Filipinas, que se tornou o entreposto do comércio asiático. A sucessão de Filipe à coroa de Portugal em 1580 complicou a situação nas Índias entre os colonos espanhóis e portugueses, embora o Brasil e a América espanhola fossem administrados por meio de conselhos separados na Espanha.
A Espanha lidou com a invasão inglesa no controle marítimo espanhol nas Índias, particularmente por Sir Francis Drake e seu primo John Hawkins. Em 1568, os espanhóis derrotaram a frota de Hawkins na Batalha de San Juan de Ulúa, no atual México. Em 1585, Drake navegou para as Índias Ocidentais, saqueou Santo Domingo, capturou Cartagena das Índias e Saint Augustine na Flórida. Tanto Drake quanto Hawkins morreram de doença durante a desastrosa expedição de 1595-96 contra Porto Rico (Batalha de San Juan), Panamá e outros alvos no continente americano espanhol, um severo revés em que os ingleses sofreram pesadas perdas em homens e navios.

#### Filipinas, Sultanato de Brunei e Sudeste Asiático

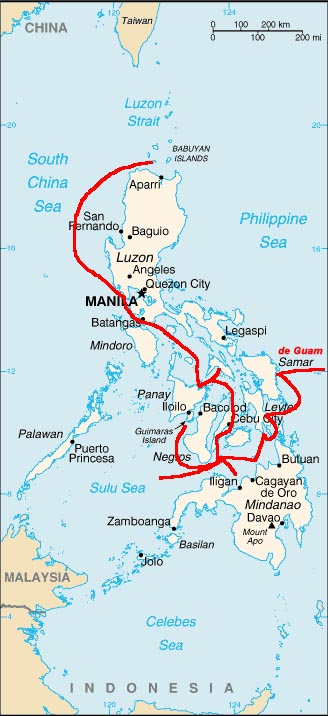
Rotas das primeiras expedições espanholas nas Filipinas

Com a conquista e colonização das Filipinas, o Império Espanhol atingiu sua maior extensão. Em 1564, Miguel López de Legazpi foi designado pelo vice-rei da Nova Espanha (México), Dom Luís de Velasco, para liderar uma expedição no Oceano Pacífico a fim de encontrar as Ilhas das Especiarias, onde os primeiros exploradores Fernão de Magalhães e Ruy López de Villalobos desembarcaram em 1521 e 1543, respectivamente. A navegação para o oeste, com o intuito de alcançar as fontes de especiarias continuou a ser uma necessidade, já que os otomanos ainda controlavam os principais pontos de estrangulamento na Ásia Central. Não ficou claro como o acordo entre Espanha e Portugal que divide o mundo Atlântico afetou as descobertas do outro lado do Pacífico. A Espanha cedeu os seus direitos às Ilhas das Especiarias para Portugal no Tratado de Saragoça em 1529. Porém, a denominação era vaga, tal como a sua delimitação exata. A expedição Legazpi foi ordenada pelo rei Filipe II, cujo nome foi dado às Filipinas por Ruy López de Villalobos, quando Filipe era herdeiro do trono. O rei afirmou que "o objetivo principal desta expedição é estabelecer a rota de regresso das ilhas ocidentais, uma vez que já se sabe que a rota até elas é bastante curta." O vice-rei morreu em julho de 1564, mas a Real Audiência e Miguel López de Legazpi completaram os preparativos para a expedição.
Ao embarcar na expedição, a Espanha carecia de mapas ou informações para orientar a decisão do rei de autorizá-la. Essa constatação posteriormente levou à criação de relatórios das várias regiões do império, as Relaciones geográficas. As Filipinas ficaram sob a jurisdição do vice-reinado do México, e uma vez que as viagens do Galeão de Manila entre Manila e Acapulco foram estabelecidas, o México tornou-se o elo das Filipinas com o imenso Império Espanhol.
A colonização espanhola começou para valer quando López de Legazpi chegou do México em 1565 e formou os primeiros assentamentos em Cebu. Começando com apenas cinco navios e quinhentos homens acompanhados por frades Agostinianos, foi reforçado em 1567 por duzentos soldados e conseguiu repelir os portugueses, além de criar as bases para a colonização do arquipélago. Em 1571, os espanhóis, seus recrutas mexicanos e seus aliados filipinos (Visayan) atacaram e ocuparam o Reino de Maynila, um estado vassalo do Sultanato de Brunei. Depois, negociaram a incorporação do Reino de Tondo que foi libertado do controle do Sultanato Bruneiano. Sua princesa, Kandarapa, teve um romance trágico com o conquistador mexicano Juan de Salcedo, neto de Miguel Lopez de Legazpi.
As forças combinadas hispano-mexicanas-filipinas também construíram uma cidade cristã murada sobre as ruínas queimadas da muçulmana Maynila, a transformaram na nova capital das Índias Orientais Espanholas e a renomearam como Manila. Os espanhóis eram poucos, a vida era difícil e muitas vezes eram superados em número por seus recrutas ameríndios e aliados filipinos. Eles tentaram mobilizar as populações subordinadas através da Encomienda. Ao contrário do Caribe, onde as populações indígenas desapareceram rapidamente, as populações locais continuaram robustas nas Filipinas. Um espanhol descreveu o clima como "quatro meses de polvo, quatro meses de lodo, y cuatro meses de todo" (quatro meses de poeira, quatro meses de lama e quatro meses de tudo).
Legazpi construiu um forte em Manila e fez propostas de amizade a Lakan Dula, governante do Reino de Tondo, que aceitou. O ex-governante de Maynila, o rajá muçulmano Sulayman, que era vassalo do sultão de Brunei, não quis submeter-se a Legazpi, mas não conseguiu o apoio de Lakan Dula ou dos assentamentos Pampangan e Pangasinan ao norte. Quando Tarik Sulayman e uma força de guerreiros muçulmanos Kapampangan e Tagalog atacaram os espanhóis na Batalha de Bangkusay, ele foi finalmente derrotado e morto. Os espanhóis também repeliram um ataque do pirata chinês Limahong.
Simultaneamente, o estabelecimento de Filipinas cristianizadas atraiu comerciantes chineses que trocaram sua seda por prata mexicana. Comerciantes indianos e malaios também se estabeleceram nas Filipinas, para trocar suas especiarias e pedras preciosas pela mesma prata mexicana. As Filipinas tornaram-se então um centro de atividade missionária cristã que também foi direcionada ao Japão. As Filipinas até aceitaram convertidos cristãos do Japão depois que o Shogun os perseguiu. A maioria dos soldados e colonos enviados pelos espanhóis para as Filipinas eram do México ou do Peru e muito poucas pessoas vieram diretamente da Espanha. A certa altura, os funcionários reais em Manila queixaram-se de que a maioria dos soldados enviados da Nova Espanha eram negros, mulatos ou nativos americanos, quase sem espanhóis entre os contingentes.
Em 1578, eclodiu a Guerra Castelhana entre os cristãos espanhóis e os muçulmanos bruneanos pelo controle do arquipélago filipino. Aos espanhóis juntaram-se os recém-cristianizados Visayans não-muçulmanos dos Kedatuan de Madja-as, que eram animistas, e os do Rajanato de Cebu, que eram hindus, mais o Rajanato de Butuan (que eram do norte de Mindanao e eram hindus com uma monarquia budista), bem como os remanescentes dos Kedatuan de Dapitan que também eram animistas e já haviam travado guerra contra as nações islâmicas do Sultanato de Sulu e do Reino de Maynila. Eles lutaram contra o Sultanato de Brunei e seus aliados, os estados fantoches de Maynila e Sulu, que tinham ligações dinásticas com Brunei. Os espanhóis, os seus recrutas mexicanos e os aliados filipinos atacaram Brunei e tomaram a sua capital, Kota Batu. Isso foi conseguido em parte como resultado da ajuda de dois nobres, Pengiran Seri Lela e Pengiran Seri Ratna. O primeiro viajou para Manila para oferecer Brunei como 
tributário da Espanha a fim de ajudar a recuperar o trono usurpado por seu irmão, Saiful Rijal. Os espanhóis concordaram que, se conseguissem conquistar Brunei, Pengiran Seri Lela se tornaria de fato o Sultão, enquanto Pengiran Seri Ratna seria o novo Bendahara (Vizir). Em março de 1578, a frota espanhola, liderada pelo governador Francisco de Sande, iniciou a sua viagem em direção a Brunei. A expedição consistiu em 400 espanhóis e mexicanos, 1.500 nativos filipinos e 300 borneanos. A campanha foi uma entre muitas, que também incluiu ações em Mindanao e Sulu.

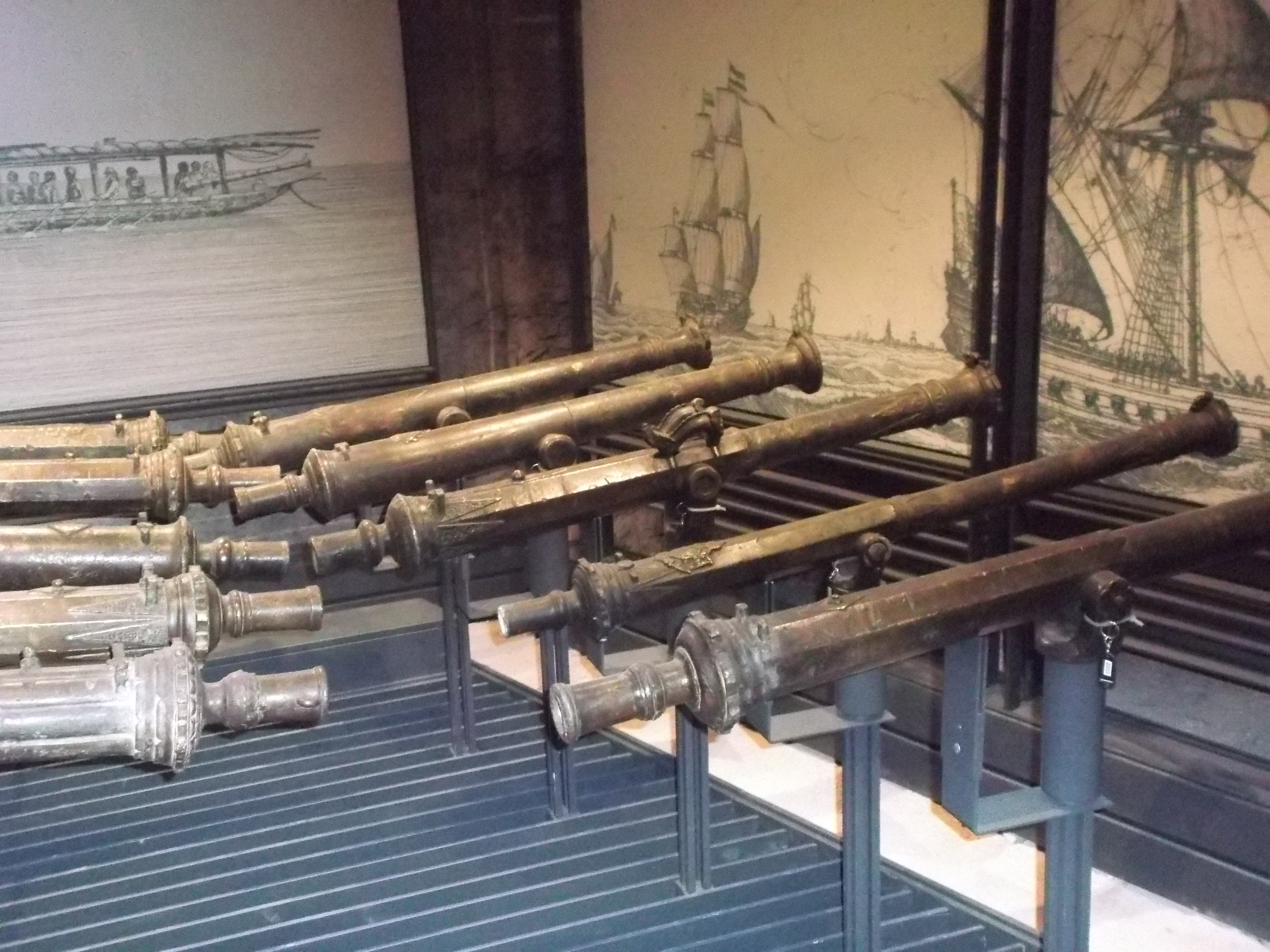
Coleção de armas de pólvora filipinas lantaka em um museu europeu

Os espanhóis conseguiram invadir a capital em 16 de abril de 1578, com a ajuda de Pengiran Seri Lela e Pengiran Seri Ratna. O Sultão Saiful Rijal e o sultão Abdul Kahar foram forçados a fugir para Meragang e depois para Jerudong. Em Jerudong, eles fizeram planos para expulsar o exército conquistador de Brunei. Os espanhóis sofreram pesadas perdas devido a um surto de Cólera ou Disenteria. Eles ficaram tão debilitados pela doença que decidiram abandonar Brunei para retornar a Manila em 26 de junho de 1578, após apenas 72 dias. Antes de fazê-lo, queimaram a mesquita, uma estrutura alta com telhado de cinco níveis.
Pengiran Seri Lela morreu em agosto ou setembro de 1578, provavelmente da mesma doença que afligiu seus aliados espanhóis, embora houvesse suspeita de que ele poderia ter sido envenenado pelo sultão governante. A filha de Seri Lela, a princesa Bruneiana, partiu com os espanhóis e casou-se com um tagalo cristão, chamado Agustín de Legazpi de Tondo e teve filhos nas Filipinas.
Em 1587, Magat Salamat, um dos filhos de Lakan Dula, juntamente com o sobrinho de Lakan Dula e senhores das áreas vizinhas de Tondo, Pandacan, Marikina, Candaba, Navotas e Bulacan, foram executados quando a Conspiração Tondo de 1587-1588 falhou. Uma grande aliança planejada com o capitão cristão japonês, Gayo, e o sultão de Brunei, teria restaurado a velha aristocracia. O seu fracasso resultou no enforcamento de Agustín de Legaspi e na execução de Magat Salamat (príncipe herdeiro de Tondo). Depois disso, alguns dos conspiradores foram exilados para Guam ou Guerrero, no México.
Os espanhóis conduziram então o conflito espanhol-moro, que durou séculos, contra os sultanatos de Maguindanao, Lanao e Sulu. A guerra também foi travada contra o Sultanato de Ternate e Tidore, em resposta à escravidão e pirataria de Ternate contra os aliados da Espanha: Bojol e Butuan. Durante o conflito espanhol-moro, os moros da muçulmana Mindanao conduziram pirataria e ataques de escravos contra assentamentos cristãos nas Filipinas. Os espanhóis reagiram estabelecendo cidades-fortalezas cristãs, como Zamboanga, na Mindanao muçulmana. Os espanhóis consideraram a sua guerra com os muçulmanos no Sudeste Asiático uma extensão da Reconquista, uma campanha de séculos para retomar e recristianizar a pátria espanhola que foi invadida pelos muçulmanos do Califado Omíada. As expedições espanholas às Filipinas também fizeram parte de um conflito mundial ibero-islâmico maior que incluía uma rivalidade com o Califado Otomano, que tinha um centro de operações no seu vassalo próximo, o Sultanato de Aceh.
Em 1593, o governador-geral das Filipinas, Luis Pérez Dasmariñas, decidiu conquistar o Camboja, iniciando a Guerra Cambojana-Espanhola. Cerca de 120 espanhóis, japoneses e filipinos, navegando a bordo de três juncos, lançaram uma expedição ao Camboja. Depois que uma altercação entre os membros da expedição espanhola e alguns comerciantes chineses no porto deixou alguns chineses mortos, os espanhóis foram forçados a enfrentar o recém declarado rei Anacaparan, queimando grande parte de sua capital enquanto o derrotavam. Em 1599, mercadores muçulmanos malaios derrotaram e massacraram quase todo o contingente de tropas espanholas no Camboja, pondo fim aos planos espanhóis para conquistá-lo. Outra expedição, para conquistar Mindanao, também não teve sucesso. Em 1603, durante uma rebelião chinesa, Pérez Dasmariñas foi decapitado e sua cabeça foi exposta em Manila junto com a de vários outros soldados espanhóis.

#### Portugal e a União Ibérica (1580-1640)

Império Espanhol de Filipe II, III e IV, incluindo todos os territórios mapeados e reivindicados, reivindicações marítimas (mare clausum) e outras características

Apesar de durante a União Ibérica ter sido mantido um certo grau de autonomia e de identidade cultural de Portugal, muitos historiadores concordam que a união dinástica foi na verdade uma conquista espanhola ao manter Portugal e o Império Português como parte do império colonial espanhol, sob a soberania de Filipe II e seus sucessores após a vitória espanhola na Guerra da Sucessão Portuguesa.
Em 1580, o rei Filipe viu a oportunidade de fortalecer a sua posição na Península Ibérica quando morreu o último membro da família real portuguesa, o cardeal Henrique de Portugal. Filipe afirmou a sua reivindicação ao trono português e em junho enviou o duque de Alba com um exército a Lisboa para garantir a sucessão em seu favor.  Filipe fez a famosa observação sobre a sua aquisição do trono português: "Herdei, comprei, conquistei", uma variação da frase de Júlio César. Veni, vidi, vici. As forças espanholas lideradas pelo almirante Álvaro de Bazán capturaram as ilhas dos Açores em 1583, completando a incorporação de Portugal ao Império Espanhol. Assim, Filipe acrescentou às suas possessões um vasto império colonial na África, no Brasil e nas Índias Orientais, vendo uma enxurrada de novas receitas chegando à coroa dos Habsburgos. O sucesso da colonização em todo o seu império melhorou a sua posição financeira, permitindo-lhe mostrar maior agressividade para com os seus inimigos. A Armada Inglesa de 1589 não conseguiu libertar Portugal.
Filipe estabeleceu o Conselho de Portugal, seguindo o modelo dos conselhos reais, o Conselho de Castela, o Conselho de Aragão e o Conselho das Índias, que supervisionavam jurisdições específicas, mas todas sob o mesmo monarca. Em Portugal, o duque de Alba e a ocupação espanhola foram pouco mais populares em Lisboa do que em Roterdão. Os impérios combinados espanhol e português colocados nas mãos de Filipe incluíam quase todo o novo mundo explorado, juntamente com um vasto império comercial na África e na Ásia. Em 1582, quando Filipe II transferiu a sua corte de volta para Madrid, a partir do porto atlântico de Lisboa, onde se instalara temporariamente para pacificar o seu novo reino português, o padrão foi selado, apesar do que todos os comentadores observadores notaram em privado. “O poder marítimo é mais importante para o governante da Espanha do que qualquer outro príncipe”, escreveu um comentarista, “pois é somente pelo poder marítimo que uma única comunidade pode ser criada a partir de tantas comunidades tão distantes”. Um escritor sobre tática em 1638 observou: "O poder mais adequado às armas da Espanha é aquele que é colocado nos mares, mas esta questão de Estado é tão conhecida que eu não deveria discuti-la, mesmo que achasse oportuno para faça isso." Como resultado da União Ibérica, os inimigos de Filipe II tornaram-se inimigos de Portugal, como os holandeses na Guerra Luso-Holandesa, a Inglaterra ou a França. A guerra com os holandeses levou a invasões de muitos países da Ásia, incluindo Ceilão e interesses comerciais no Japão, África (Mina) e América do Sul. Durante o reinado de Filipe IV (Filipe III de Portugal) em 1640, os portugueses revoltaram-se e lutaram com sucesso pela sua independência do resto da Península Ibérica, embora a Espanha continuasse a tentar esmagar a revolta até 1668. O Conselho de Portugal foi posteriormente dissolvido.

### Filipe III (1598–1621)

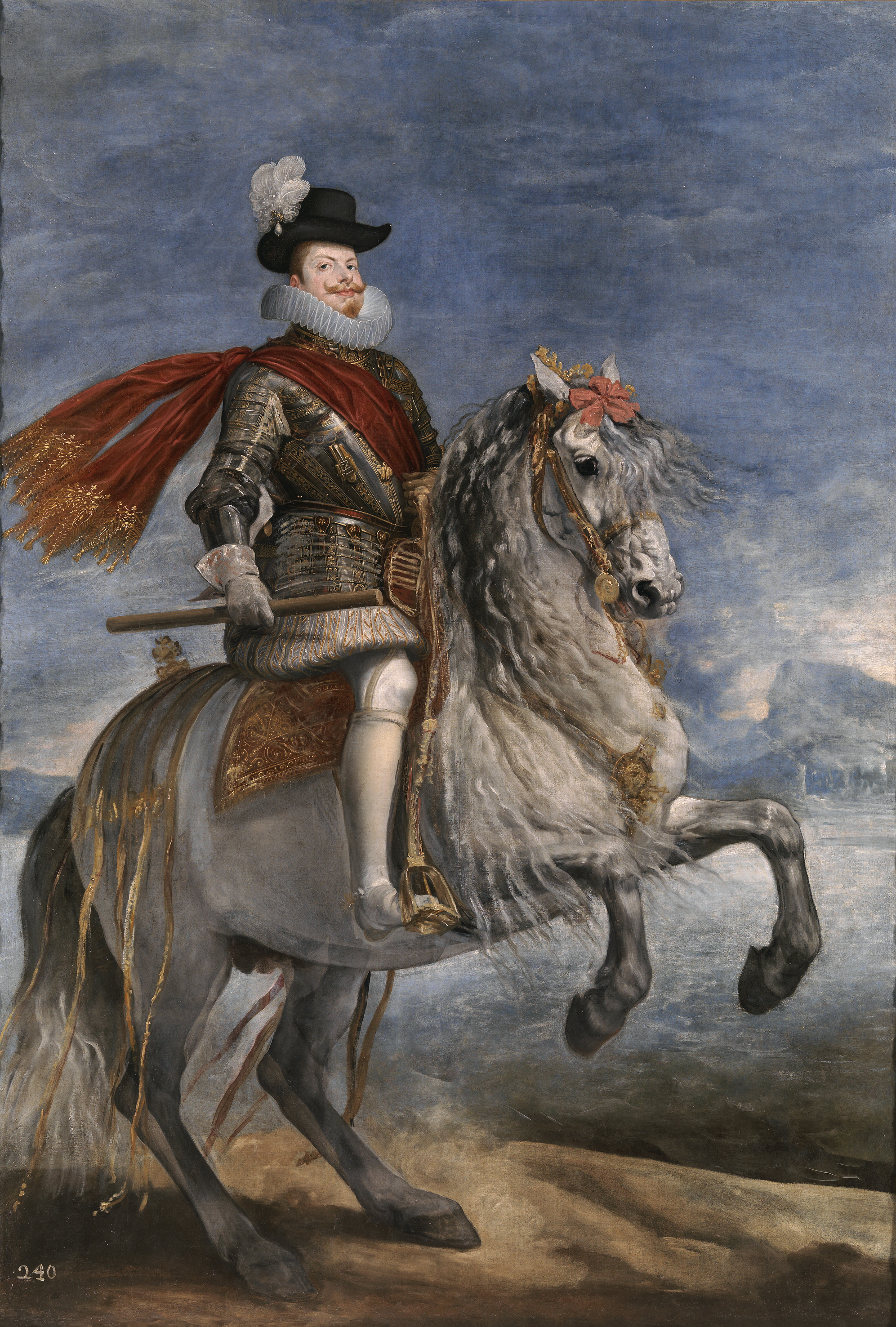
Rei Filipe III da Espanha

Filipe III sucedeu a seu pai em 1598, mas não tinha interesse em política ou governo, preferindo participar de luxuosas festividades na corte, indulgências religiosas e teatro. Ele precisava de alguém para fazer o trabalho de governar e escolheu o duque de Lerma.
Sob a orientação de Lerma, o governo de Filipe III recorreu a uma tática à qual Filipe II resistiu resolutamente, pagando os déficits orçamentários por meio da cunhagem em massa de vellones cada vez mais inúteis, causando inflação. Em 1607, o governo enfrentou a falência.
A paz com a França em 1598 e com a Inglaterra em 1604 significou que a Espanha poderia concentrar as suas energias na restauração do seu domínio nas províncias holandesas. Os holandeses, liderados por Maurício de Nassau, conseguiram tomar várias cidades fronteiriças desde 1590, incluindo a fortaleza de Breda. Após a paz com a Inglaterra, o novo comandante espanhol, Ambrogio Spinola, pressionou fortemente os holandeses. Spinola, um general com capacidades à altura de Maurício, foi impedido de conquistar os Países Baixos apenas pela nova falência da Espanha em 1607. Felizmente, as forças espanholas recuperaram o suficiente da iniciativa militar para convencer as Províncias Unidas politicamente divididas a assinar uma trégua de doze anos em 1609.
A Espanha recuperou-se durante a trégua, ordenando as suas finanças e fazendo muito para restaurar o seu prestígio e estabilidade no período que antecedeu a última guerra em que participaria como potência líder. Nos Países Baixos espanhóis, o governo da filha de Filipe II, Isabel Clara Eugênia, e do seu marido, o arquiduque Alberto, restaurou a estabilidade. Mas Filipe III e Lerma não tinham capacidade para fazer qualquer mudança significativa na política externa do país. Apegaram-se à ideia de colocar a Infanta Isabel no trono inglês após a morte da rainha Isabel e enviaram uma força expedicionária limitada à Irlanda para ajudar os rebeldes fornecidos pelos espanhóis. Os ingleses derrotaram-nos, mas a longa guerra de desgaste havia drenado dinheiro, homens e moral da Inglaterra. O sucessor de Elizabeth, Jaime I, queria um novo começo para seu reinado. A guerra que ocorria entre os dois países desde 1585 finalmente terminou. A guerra com a França ameaçou em 1610, mas pouco depois Henrique IV foi assassinado e a regência do jovem rei Luís XIII não era estável. Até 1630, a Espanha estava em paz e continuou a sua posição dominante na Europa. Entretanto, os inimigos de Lerma expulsaram-no do cargo em 1617 e Baltasar de Zúñiga começou a estimular uma política externa mais agressiva.
Em 1618, começando com a defenestração de Praga, a Áustria e o Sacro Imperador Romano, Fernando II, embarcaram numa campanha contra a União Protestante e a Boêmia. Zúñiga encorajou Filipe a juntar-se aos Habsburgos austríacos na guerra, e Ambrogio Spinola, a estrela em ascensão do exército espanhol, foi enviado à frente do Exército de Flandres para intervir. Assim, a Espanha entrou na Guerra dos Trinta Anos.

### Filipe IV (1621-1665)

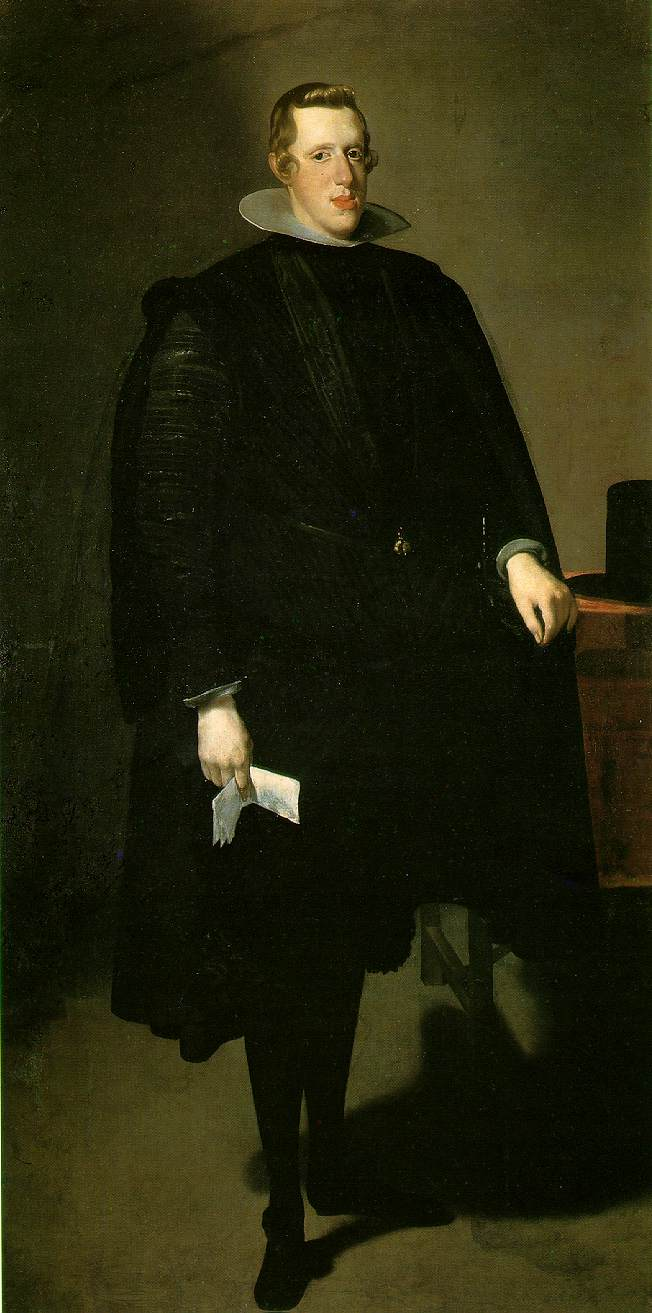
Rei Filipe IV da Espanha por Diego Velázquez

Em 1621, Filipe III morreu e seu filho o sucedeu como Filipe IV. Os militaristas estavam agora firmemente no comando. No ano seguinte, Zúñiga foi substituído por Gaspar de Guzmán, Conde-Duque de Olivares, um homem capaz que acreditava que o centro de todas as desgraças da Espanha estava na Holanda. Após alguns reveses iniciais, os boêmios foram derrotados na Batalha da Montanha Branca em 1621, e novamente na Batalha de Stadtlohn em 1623. A guerra com a Holanda foi renovada em 1621 com Spinola tomando a fortaleza de Breda em 1625. A intervenção do rei dinamarquês Cristiano IV na guerra preocupou alguns, pois Cristiano foi um dos poucos monarcas da Europa que não se preocupava com suas finanças. No entanto, a vitória do general imperial Albrecht von Wallenstein sobre os dinamarqueses na Batalha da Ponte de Dessau e novamente na Batalha de Lutter, ambas em 1626, eliminou a ameaça. Havia esperança em Madrid de que a Holanda pudesse finalmente ser reincorporada ao império e, após a derrota da Dinamarca, os protestantes na Alemanha pareciam subjugados. A França estava mais uma vez envolvida nas suas próprias instabilidades, pois o famoso Cerco de La Rochelle começou em 1627, A eminência da Espanha parecia irrefutável. O Conde-Duque Olivares afirmou estridentemente "Deus é espanhol e luta pela nossa nação hoje em dia."
Olivares era um homem fora do seu tempo. Ele percebeu que a Espanha precisava de reformas e que para reformar precisava de paz. A destruição das Províncias Unidas dos Países Baixos era necessária. A política colonial holandesa tentou minar a hegemonia espanhola e portuguesa. Spinola e o exército espanhol estavam concentrados nos Países Baixos e a guerra parecia estar a favor da Espanha.
Em 1627, a economia castelhana entrou em colapso. Os espanhóis estavam depreciando a sua moeda para pagar a guerra e os preços explodiram no país, tal como aconteceu nos anos anteriores na Áustria. Até 1631, partes de Castela operavam numa economia de escambo como resultado da crise monetária. O governo era incapaz de cobrar quaisquer impostos significativos do campesinato, dependendo em vez disso das suas colônias, por meio de sua frota do tesouro). Os exércitos espanhóis na Alemanha recorreram a "pagar-se" com a terra. Olivares, que apoiou certas medidas fiscais na Espanha enquanto se aguardava o fim da guerra, foi ainda responsabilizado por uma guerra infrutífera na Itália, a Guerra da Sucessão de Mântua. Os holandeses, que durante a Trégua dos Doze Anos tinham feito da sua marinha uma prioridade, começaram a saquear o comércio marítimo espanhol e português, do qual a Espanha era totalmente dependente após o colapso econômico. As vitórias espanholas na Alemanha e na Itália não foram suficientes e a sua marinha começou a sofrer perdas.
Em 1630, Gustavo Adolfo da Suécia desembarcou na Alemanha e libertou o porto de Stralsund, que era o último reduto do continente mantido pelas forças alemãs que lutavam contra o imperador. Gustavo então marchou para o sul obtendo vitórias notáveis nas batalhas de Breitenfeld e Lützen, atraindo maior apoio para a causa protestante à medida que avançava. A situação dos católicos melhorou com a morte de Gustavo em Lützen em 1632 e com a vitória das forças imperiais sob o comando do Cardeal-Infante Fernando e do Sacro Imperador Romano Fernando III da Hungria na Batalha de Nordlingen, em 1634. De uma posição de força, o imperador propôs a paz aos estados alemães cansados da guerra, em 1635. Muitos aceitaram, incluindo os dois mais poderosos, Brandemburgo-Prússia e Saxônia.
O Cardeal Richelieu tinha sido um forte defensor dos holandeses e protestantes desde o início da guerra, enviando fundos e equipamentos na tentativa de conter a força dos Habsburgos na Europa. Richelieu decidiu que a Paz de Praga de 1635), recentemente assinada, era contrária aos interesses franceses e declarou guerra ao Sacro Imperador Romano e à Espanha poucos meses após a assinatura da paz. As forças espanholas, mais experientes, obtiveram sucessos iniciais. Olivares ordenou uma campanha relâmpago no norte da França a partir dos Países Baixos espanhóis, na esperança de destruir a determinação dos ministros do rei Luís XIII e derrubar Richelieu, antes que a guerra esgotasse as finanças espanholas e os recursos militares da França pudessem ser totalmente mobilizados. No "ano de Corbie" de 1636, as forças espanholas avançaram para o sul até Amiens e Corbie, ameaçando Paris e quase encerrando a guerra em seus termos.

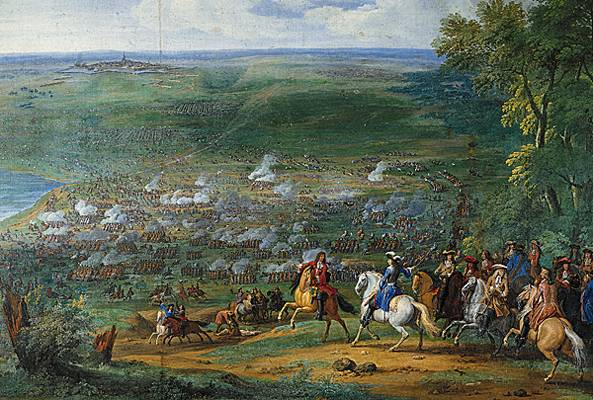
A Batalha de Rocroi (1643), o fim simbólico da grandeza da Espanha

Porém, depois de 1636, Olivares interrompeu o avanço. Os franceses ganharam assim tempo para se mobilizar adequadamente. Na Batalha das Dunas em 1639, uma frota espanhola foi destruída pela marinha holandesa, e os espanhóis viram-se incapazes de reforçar e abastecer adequadamente as suas forças nos Países Baixos. O Exército de Flandres espanhol, que representava o melhor da tropa e liderança espanhola, enfrentou um avanço francês liderado por Luís II de Bourbon, Príncipe de Condé no norte da França na Batalha de Rocroi em 1643. Os espanhóis, liderados por Francisco de Melo, foram derrotados. Um dos melhores e mais famosos exércitos da Espanha sofreu derrota no campo de batalha e o poder decrescente da Espanha foi eclipsado pelo da França.

### Os últimos Habsburgos espanhóis (1643–1700)
Sobrecarregados pelos impostos do tempo de guerra e apoiados pelos franceses, os catalães, portugueses e napolitanos levantaram-se em revolta contra os espanhóis na década de 1640. Com os Países Baixos espanhóis agora na defensiva entre as forças francesas e holandesas após a Batalha de Lens em 1648, os espanhóis fizeram a paz com os holandeses e reconheceram as Províncias Unidas independentes na Paz de Vestfália que encerrou a Guerra dos Oitenta Anos e a Guerra dos Trinta Anos.
Olivares tentou suprimir a revolta catalã lançando uma invasão no sul da França. O aquartelamento das tropas espanholas no Principado da Catalunha só piorou a situação. Os catalães decidiram separar-se totalmente da Espanha e unir-se à França. As tropas francesas logo chegaram à Catalunha, mas quando uma nova guerra civil (conhecida como Fronda) eclodiu na França, eles foram expulsos em 1652 pelas forças catalãs e espanholas dos Habsburgos.
A Inglaterra entrou na guerra e ocupou a Jamaica. A luta longa, inconstante e cansativa efetivamente terminou na Batalha das Dunas, em 1658, na qual o exército francês sob o comando do Visconde de Turenne, contando com alguma ajuda inglesa, derrotou o exército espanhol de Flandres. A Espanha assinou o Tratado dos Pireneus em 1659, que cedeu à França Artois, Roussillon e partes da Lorena.

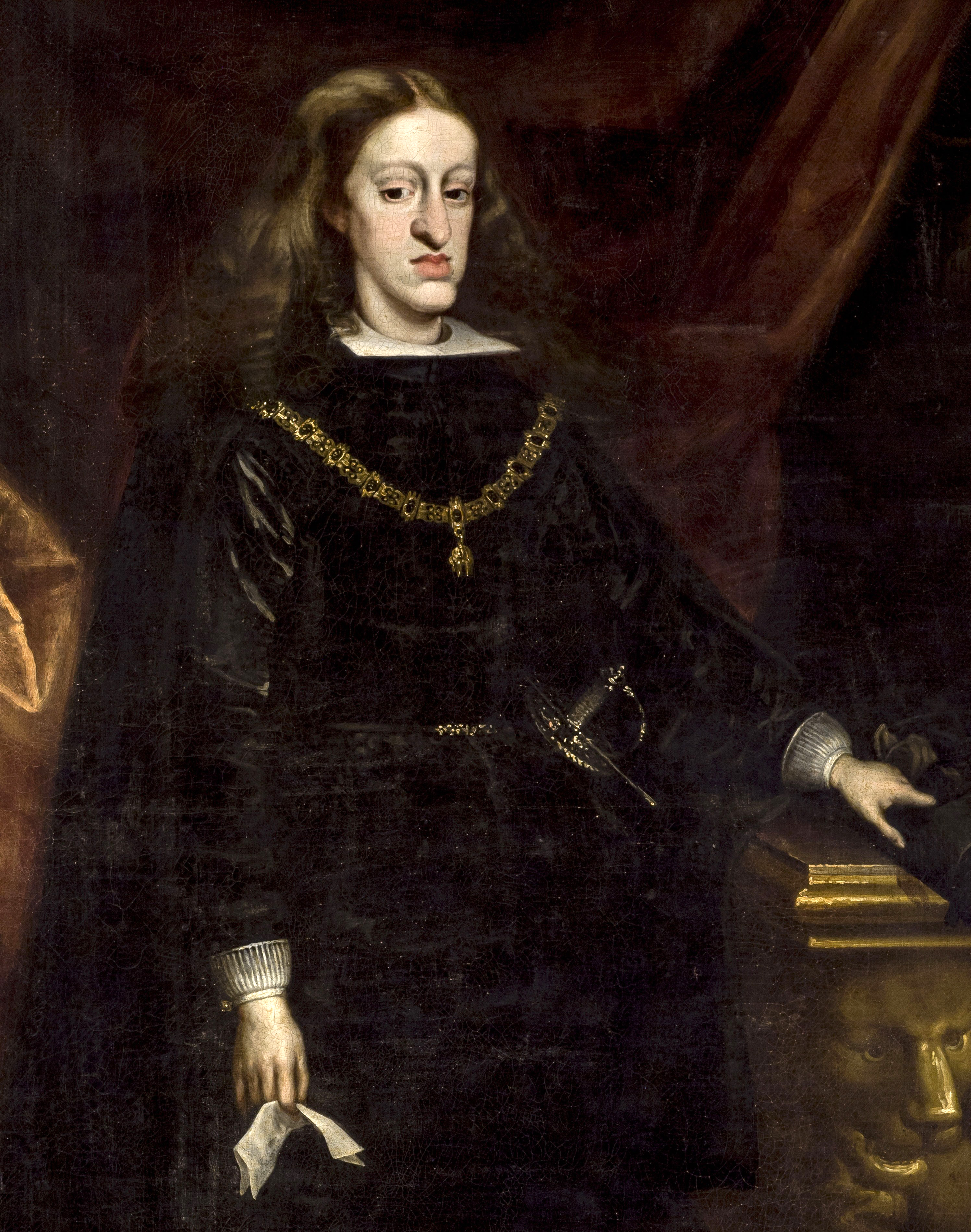
Carlos II, o último rei Habsburgo da Espanha (1665–1700)

Os portugueses aproveitaram a revolta catalã para declarar a sua independência, em 1640. Os 60 anos de união entre Portugal e Espanha não foram felizes. Filipe II, que era fluente em português, visitou o país duas vezes, mas Filipe III apenas uma vez, numa curta visita formal. Filipe IV nunca se preocupou em fazê-lo. Os espanhóis, duramente pressionados em outros lugares, foram acusados de proteger inadequadamente as colônias ultramarinas de Portugal dos holandeses que anexaram partes do Brasil Colonial. Em uma época de recessão econômica, as colônias espanholas não gostaram de ter que negociar e competir com os seus homólogos portugueses. Além disso, o estatuto autônomo de Portugal como igual na união entrou em declínio depois de Filipe II e foi cada vez mais tratado nos grandes conselhos de estado como uma província. Depois de Portugal ter declarado a independência e escolhido o Duque de Bragança como Rei Dom João IV, a Espanha foi envolvida em uma revolta na Andaluzia, sendo incapaz de fazer qualquer coisa sobre isso.
A revolta portuguesa foi parcialmente o que levou a Espanha a concluir a paz com a França em 1659. O governo faliu novamente em 1647 e em 1653, mas a nobreza não cedeu um centímetro nas reformas financeiras e fiscais. As vitórias portuguesas em 1663 na Batalha do Ameixial e em 1665 na Batalha de Montes Claros garantiram a sua independência. Em 1668, a Espanha reconheceu a soberania de Portugal no Tratado de Lisboa.
Filipe IV, que viu ao longo de sua vida o declínio da influência do império espanhol, afundou lentamente na depressão depois de ser obrigado a demitir seu cortesão favorito, Olivares, em 1643. Em 1646, seu filho mais velho e herdeiro Dom Baltasar Carlos morreu aos 16 anos. Seu outro filho Carlos II, devido às várias gerações de endogamia dos Habsburgos, era física e mentalmente incapaz de governar, sendo manipulado por várias facções políticas ao longo de sua vida. Por um curto período de tempo Dom João José de Áustria, filho bastardo de Filipe IV, atuou como valido e a nobreza passou a dominar a Espanha mais uma vez. A maioria era egoísta, mas Manuel Joaquín Álvarez de Toledo, Conde de Oropesa, conseguiu estabilizar a moeda, apesar da deflação ruinosa. Outros tentaram enfraquecer o poder da Inquisição, que no entanto só foi abolida em 1808, e encorajar o desenvolvimento econômico.
Mesmo assim, a economia da Espanha diminuiu, especialmente em Castela, e a sua população diminuiu quase dois milhões de pessoas durante o século XVII. Isto deveu-se em parte aos surtos de peste e em parte às enormes baixas causadas pela guerra quase contínua. O período 1677-1686 foi um ponto baixo, com fome, peste, desastres naturais e convulsões econômicas. A emigração para o Novo Mundo aumentou.
A França estava agora forte e unida sob Luís XIV e depois do Tratado dos Pireneus (1659) assumiu o lugar da Espanha como potência dominante na Europa. Três guerras foram travadas durante esse período, a Guerra de Devolução (1667-1668), a Guerra Franco-Holandesa (1672-1678) e a Guerra dos Nove Anos (1688–1697). Embora as perdas territoriais da Espanha (Franco-Condado, algumas cidades no sul dos Países Baixos e parte da Ilha de São Domingos) tenham sido relativamente poucas, o país demonstrou alguma vulnerabilidade. Luís XIV e outros  governantes europeus tinham planos para quando chegasse a morte de Carlos II, pois estava claro que ele não teria filhos e a linhagem dos Habsburgos na Espanha morreria com ele. O fim veio com o falecimento de Carlos, aos 39 anos, em 1º de novembro de 1700.

## Religião e a Inquisição Espanhola

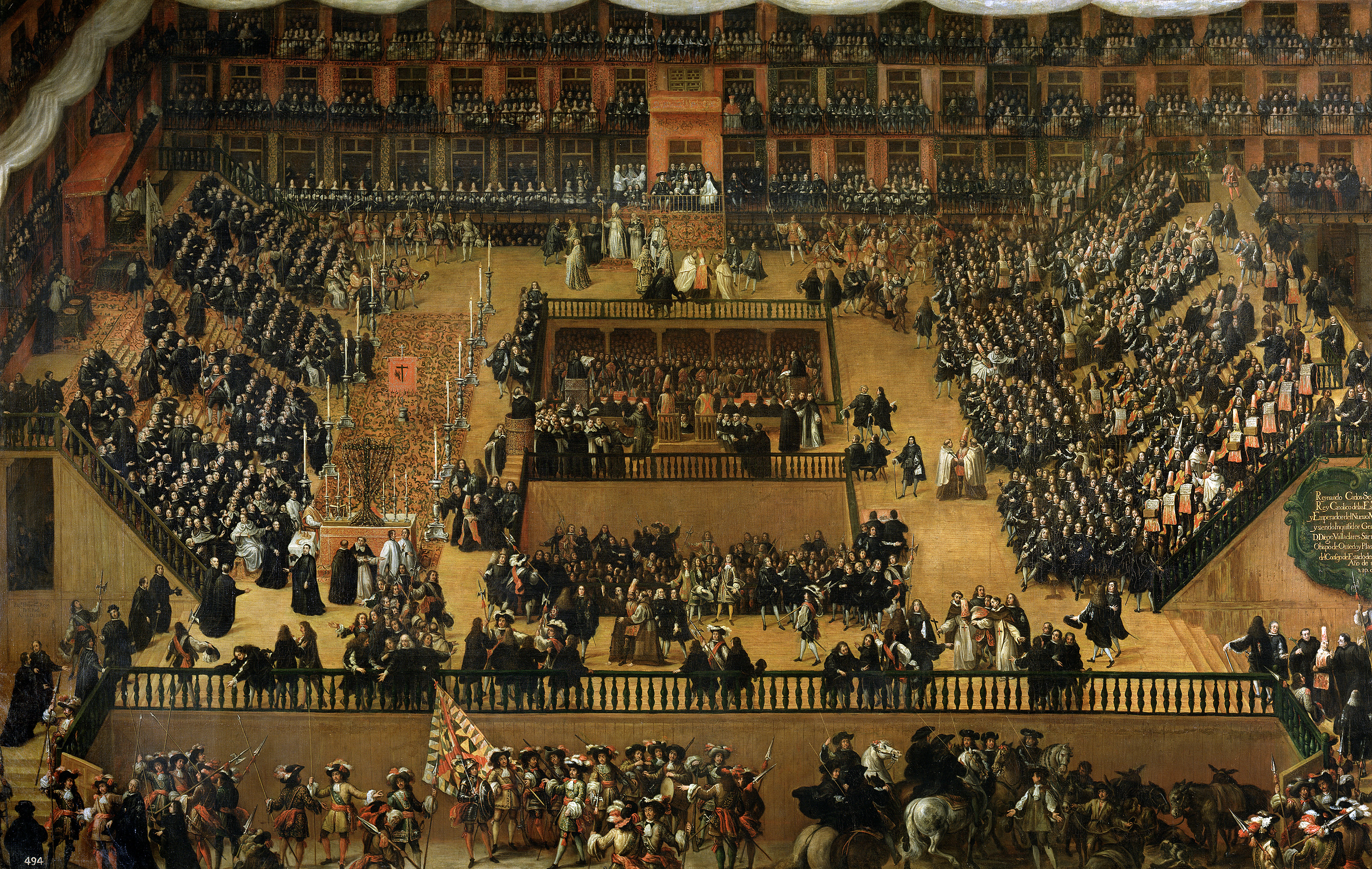
Um Auto de fé, pintado por Francisco Rizi, 1683

A Inquisição espanhola foi formalmente lançada durante o reinado dos Reis Católicos, continuada pelos seus sucessores dos Habsburgos, só terminando no século XIX. Sob Carlos I, a Inquisição tornou-se um departamento formal do governo espanhol, ficando fora de controle à medida que o século XVI avançava.
Filipe II expandiu enormemente a Inquisição e fez da ortodoxia da Igreja um objetivo de política pública. Em 1559, três anos depois de Filipe ter chegado ao poder, os estudantes em Espanha foram proibidos de viajar para o estrangeiro, os líderes da Inquisição foram encarregados da censura e os livros já não podiam ser importados. Filipe tentou vigorosamente extirpar o protestantismo da Espanha, realizando inúmeras campanhas para eliminar a literatura luterana e calvinista do país, na esperança de evitar o caos que ocorria na França.
Filipe era mais religioso do que o seu pai e estava convencido de que se os protestantes recorressem à força militar, então ele deveria fazer o mesmo. Ele estava disposto a fazer o que fosse necessário para combater os hereges e preservar a hegemonia espanhola, intervindo mesmo nas eleições papais para garantir a escolha de um papa pró-espanhol. Filipe teve sucesso três vezes com os papas Urbano VII, Gregório XIV e Inocêncio IX. Mas na quarta vez, ele não conseguiu impedir a eleição do pró-francês Clemente VIII.
A Igreja na Espanha foi expurgada de muitos de seus excessos administrativos no século XV pelo Cardeal Cisneros. A Inquisição serviu para expurgar muitos dos reformadores mais radicais que procuraram mudar a teologia da Igreja como queriam reformadores protestantes. Em vez disso, a Espanha tornou-se a base da Contra-reforma à medida que emergia da Reconquista. A Espanha gerou dois fios únicos de pensamento contra-reforma nas pessoas de Santa Teresa de Ávila e do basco Inácio de Loyola. Teresa defendeu o monasticismo estrito e um renascimento de tradições mais antigas de penitência. Ela experimentou um êxtase místico que se tornou profundamente influente na cultura e na arte espanhola. Inácio de Loyola, fundador da Ordem Jesuíta, foi influente em todo o mundo pela sua ênfase na excelência espiritual e mental, contribuindo para o ressurgimento da aprendizagem em toda a Europa. Em 1625, um pico de prestígio e poder espanhol, o Conde-Duque de Olivares estabeleceu o Jesuíta Colégio Imperial de Madrid, para treinar nobres espanhóis nas humanidades e nas artes militares.

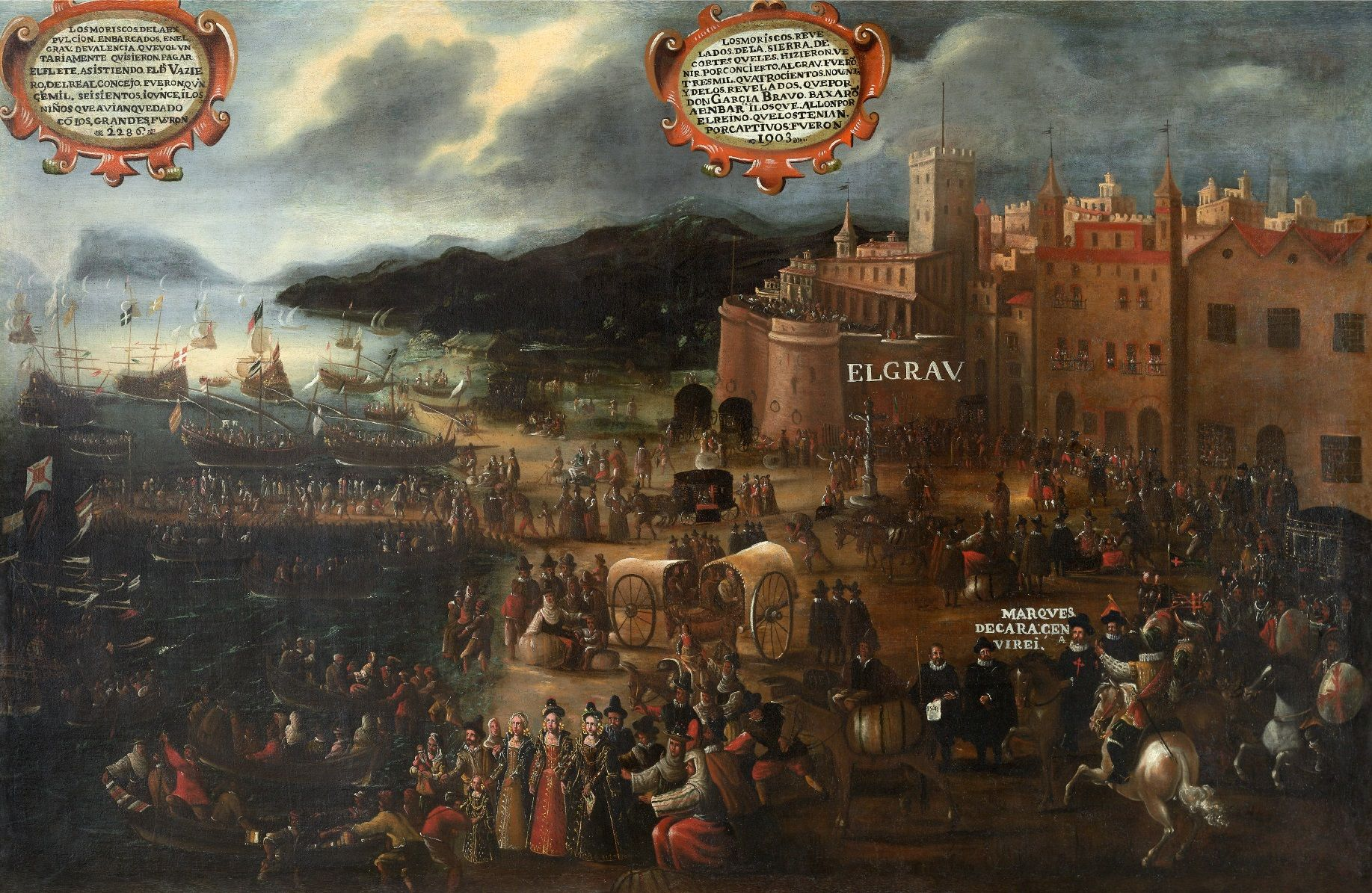
A expulsão dos Moriscos de Valência

Os mouriscos do sul da Espanha foram convertidos à força ao cristianismo em 1502, mas sob o governo de Carlos I eles conseguiram obter um certo grau de tolerância de seus governantes cristãos. Eles foram autorizados a praticar seus antigos costumes, vestimentas e linguagem, sendo as leis religiosas aplicadas com negligência. No entanto, Carlos também aprovou a Limpeza de sangue, uma lei que excluía aqueles que não eram de puro sangue cristão antigo e não-judeu de cargos públicos. Filipe começou a colocar de volta no lugar as leis restritivas de gerações antes e, em 1568, os mouriscos se rebelaram. A revolta foi reprimida pelas tropas italianas comandadas por João da Áustria. Mesmo assim os mouriscos recuaram para as terras altas e não foram derrotados até 1570. A revolta foi seguida por um programa de reassentamento massivo no qual 12.000 camponeses cristãos substituíram os mouriscos. Em 1609, a conselho do Duque de Lerma, Filipe III expulsou os 300.000 mouriscos da Espanha.
A expulsão dos industriosos judeus, mouros e mouriscos não contribuiu em nada para o avanço da economia espanhola. Os pequenos grupos dispersos de mouriscos viviam em grande parte da agricultura de subsistência em áreas montanhosas marginais ou do trabalho não qualificado num país que tinha muitas mãos subempregadas. Um conselho criado para investigar o assunto em Castela obteve pouco efeito, mas em partes de Aragão e especialmente Valência, onde metade dos mouriscos viveram e constituíram uma minoria substancial da população, o impacto foi certamente perceptível para os nobres que perderam rendas.

## Administração e burocracia
Os espanhóis receberam um grande influxo de ouro das colônias do Novo Mundo como pilhagem, quando elas foram conquistadas. Carlos I usou grande parte desses recursos para financiar suas guerras na Europa. Na década de 1520, a prata começou a ser extraída dos ricos depósitos de Guanajuato, mas foi somente na década de 1540, com a abertura das minas de Potosí e Zacatecas, que a prata passou a ser uma lendária fonte de riqueza. Os espanhóis deixaram a mineração para a iniciativa privada, mas instituíram um imposto conhecido como "quinto real", por meio do qual um quinto do metal era recolhido pelo governo. Eles tiveram bastante sucesso na aplicação do imposto em todo o seu vasto império no Novo Mundo. Todos os lingotes tinham que passar pela Casa de Contratação das Índias em Sevilha, sob a direção do Conselho das Índias. O fornecimento de mercúrio de Almadén, vital para extração de prata do minério, era controlado pelo Estado e contribuía para o rigor da política fiscal espanhola.
A inflação, tanto na Espanha como no resto da Europa, foi causada principalmente pela dívida, em um nível tornado possível mais tarde pelo aumento das importações de prata. Carlos conduziu a maior parte das suas guerras obtendo crédito. Em 1557, um ano depois de ter abdicado, a Espanha foi forçada à sua primeira moratória da dívida, estabelecendo um padrão que se repetiria com consequências econômicas cada vez mais perturbadoras.
Poucos espanhóis inicialmente pensaram no massacre em massa, na escravização e na conversão forçada de nativos americanos, embora alguns homens como Bartolomé de las Casas defendessem um tratamento mais humano para eles. Isso levou a muito debate e ação governamental. As Leis de Burgos, as Leis Novas e outras mudanças legais e institucionais aliviaram um pouco as condições para os nativos americanos, incluindo a libertação de todos os escravos lá nascidos.

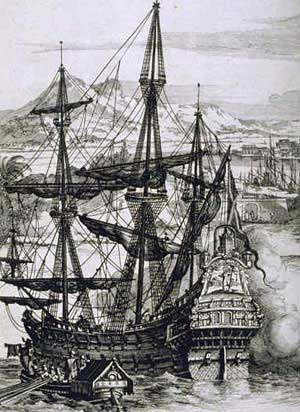
Um galeão espanhol, o símbolo do império marítimo espanhol

Confrontados com a crescente ameaça da pirataria, em 1564 os espanhóis adoptaram um sistema de comboio muito à frente do seu tempo, com a Frota da prata deixando a América em abril e agosto. A política mostrou-se eficiente e teve bastante sucesso. Apenas dois comboios foram capturados: um em 1628, quando foi preso pelos holandeses, e outro em 1656, capturado pelos ingleses. Nessa altura, os comboios eram uma sombra do que tinham sido no seu auge no final do século anterior. No entanto, mesmo sem serem completamente capturados, eram frequentemente atacados, o que inevitavelmente cobrava o seu preço. Nem todos os navios do império disperso podiam ser protegidos por grandes comboios, permitindo aos corsários holandeses, ingleses e franceses e aos piratas a oportunidade de atacar o comércio ao longo das costas americanas e espanholas e atacar assentamentos isolados. Isso tornou-se particularmente selvagem a partir da década de 1650, com todos os lados caindo para níveis extraordinários de barbárie, mesmo para os padrões severos da época. A Espanha também respondeu com uma quantidade considerável de corsários, usando a cidade recapturada de Dunquerque como base para seus Corsários de Dunquerque molestarem o comércio holandês, inglês e francês. Mais grave ainda, a parte portuguesa do império, com os seus fortes africanos e asiáticos cronicamente insuficientes, revelou-se quase impossível de defender adequadamente. Com a Espanha tão plenamente empenhada em tantas frentes, pouco podia poupar para a sua defesa. A Espanha também teve de lidar com piratas berberes apoiados pelos otomanos no Mediterrâneo, uma ameaça muito maior do que a pirataria caribenha, bem como a pirataria oriental e holandesa nas águas ao redor das Filipinas.
O crescimento do império espanhol no Novo Mundo foi realizado a partir de Sevilha, sem a orientação estreita da liderança de Madrid. Carlos I e Filipe II estavam principalmente preocupados com os seus deveres na Europa e, portanto, o controle das Américas ficava a cargo de vice-reis e administradores coloniais que operavam com virtual autonomia. Os reis Habsburgos consideravam as suas colônias como associações feudais e não como partes integrantes da Espanha. Nenhum rei espanhol jamais visitou o Novo Mundo. Os Habsburgos, cuja família tradicionalmente governava domínios diversos e não contíguos, foi forçada a devolver autonomia aos administradores locais. Eles replicaram e continuaram essas políticas feudais na Espanha, com os bascos, a Coroa de Aragão e cada um dos seus reinos constituintes mantendo seus direitos.
Isso significou que os impostos, a melhoria das infraestruturas e a política comercial interna foram definidas de forma independente por cada território, levando a muitas barreiras alfandegárias internas e a políticas contraditórias, mesmo dentro dos domínios dos Habsburgos. Carlos I e Filipe II conseguiram dominar as várias cortes por meio da sua impressionante energia política, mas os muito mais fracos Filipe III e IV permitiram que ela decaísse. Por fim, Carlos II foi incapaz de controlar qualquer coisa. O próprio desenvolvimento da Espanha foi dificultado pelo fato de Carlos I e Filipe II passarem a maior parte do tempo no exterior. Durante a maior parte do século 16, a Espanha foi administrada a partir de Bruxelas e Antuérpia. Foi somente durante a Revolta Holandesa que Filipe retornou à Espanha, onde passou a maior parte de seu tempo na reclusão do palácio monástico de El Escorial. O império, mantido unido por um rei determinado que mantinha a burocracia coesa, sofreu um revés quando um governante menos confiante subiu ao trono. Filipe II desconfiava da nobreza e desencorajava qualquer iniciativa independente entre eles. Embora os escritores da época oferecessem soluções inovadoras para os problemas de Espanha, como a utilização da irrigação na agricultura e o incentivo à atividade econômica, a nobreza nunca produziu realmente alguém que pudesse implementar reformas sérias.
Carlos I, ao se tornar rei, entrou em confronto com seus nobres durante a Guerra das Comunidades de Castela quando tentou preencher cargos governamentais com funcionários holandeses e flamengos eficazes. Filipe II encontrou grande resistência quando tentou impor a sua autoridade sobre os Países Baixos, contribuindo para a rebelião naquele país. O Conde-Duque de Olivares, ministro-chefe de Filipe IV, sempre considerou essencial para a sobrevivência da Espanha que a burocracia fosse centralizada. Ele chegou a apoiar a união plena de Portugal com Espanha, embora nunca tenha tido oportunidade de concretizar as suas ideias. A burocracia tornou-se tão cada vez mais inchada e corrupta que, na altura da demissão de Olivares em 1643, a sua deterioração tornou-a largamente ineficaz.

## Economia

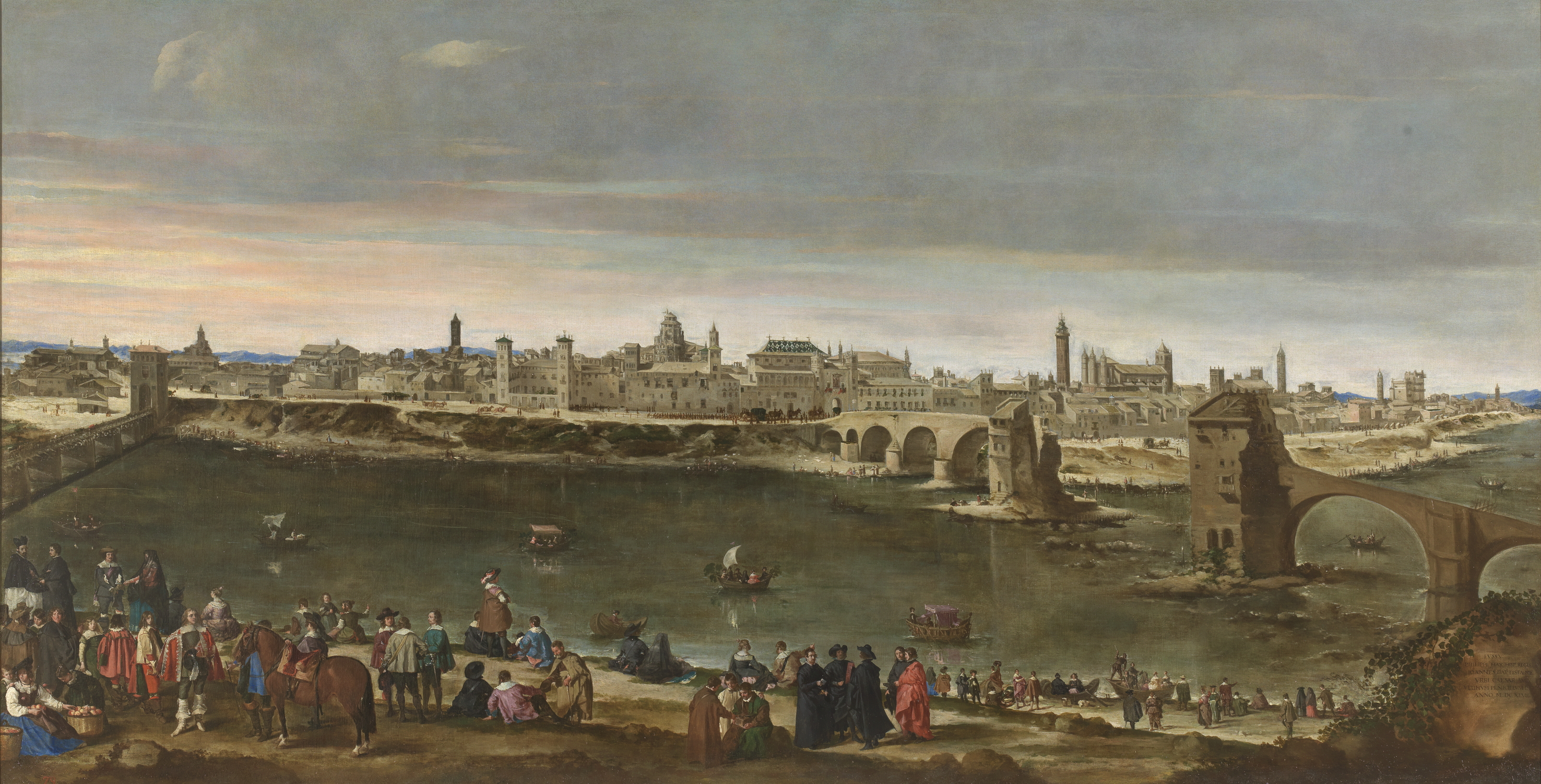
Vista de Zaragoza, 1647, por Juan Bautista Martínez del Mazo

Como a maior parte da Europa, a Espanha sofreu com a fome e a peste durante os séculos XIV e XV. Por volta de 1500, a Europa começava a emergir destes desastres demográficos e as populações começaram a explodir. Sevilha, que era o lar de 60.000 pessoas em 1.500, cresceu para 150.000 no final do século. Houve um movimento substancial para as cidades da Espanha para capitalizar novas oportunidades como construtores navais e comerciantes para servir o impressionante e crescente império espanhol. O século XVI foi uma época de desenvolvimento no país, à medida que a agricultura e o comércio floresciam. Em todo o interior agreste de Castela cresceu a produção de grãos e lã. O primeiro alimentou uma expansão da população. Este último alimentou tanto a produção têxtil local como um comércio lucrativo com os Países Baixos. As cidades de Burgos, Segóvia, Cuenca e Toledo, floresceram com a expansão das indústrias têxtil e metalúrgica. Santander, na costa norte do Atlântico, cresceu em riqueza a partir do seu papel tradicional como porto que liga o interior do país ao Norte da Europa e como centro de construção naval. Cidades do sul como Cádiz e Sevilha expandiram-se rapidamente a partir do comércio e da construção naval estimulados pelas demandas das colônias americanas e desfrutaram do monopólio do comércio com a América espanhola. Barcelona, já uma das cidades portuárias comerciais mais importantes e sofisticadas da Europa na Idade Média, continuou a se desenvolver. Em 1590, a população da Espanha era muito maior do que em qualquer período anterior. Foi durante esta última década que Castela começou a sofrer quebras de colheita e foi atingida por uma praga a partir de 1596, o que provocou a primeira reversão séria no número populacional. Esse ciclo que se repetiria várias vezes em diferentes partes do país ao longo do século XVII.
À medida que o século XVI avançava, a inflação em Espanha provocou dificuldades para o campesinato. Foi o resultado da dívida estatal e, mais importante, da importação de prata e ouro do Novo Mundo. O custo médio dos produtos quintuplicou no século XVI na Espanha, liderado pela lã e pelos cereais. Embora razoáveis quando comparados com o século XX, os preços no século XV mudaram muito pouco e a economia europeia foi abalada pela chamada revolução dos preços. A Espanha, que juntamente com a Inglaterra era o único produtor de lã da Europa, beneficiou-se inicialmente do rápido crescimento. No entanto, tal como na Inglaterra, começou na Espanha um movimento de cercamentos que sufocou o crescimento dos alimentos e despovoou aldeias inteiras cujos residentes foram forçados a mudar-se para as cidades. A inflação mais elevada, o peso das guerras dos Habsburgos e os muitos direitos aduaneiros que dividem o país e restringem o comércio com as Américas sufocaram o crescimento da indústria que poderia ter fornecido uma fonte alternativa de rendimento nas cidades. Outro fator foi o caráter militarista da nobreza castelhana, que se desenvolveu durante os séculos da reconquista da Península Ibérica. Eles preferiram carreiras na burocracia governamental, nas Forças Armadas ou na Igreja, evitando atividades econômicas. Esse militarismo também significou que a Espanha esgotou a sua riqueza e mão-de-obra em guerras quase contínuas. Sob Filipe II, essas guerras tiveram muito a ver com o combate ao protestantismo, mas no século XVII tornou-se claro que o mundo que existia antes de 1517 não poderia ser restaurado. As guerras espanholas durante esse século passaram a ter cada vez mais a ver com a preservação do poder hegemónico da aliança dos Habsburgos na Europa. No entanto, as alianças dos Habsburgos conseguiu apoiar a Igreja Católica contra a ascensão do protestantismo.
A criação de ovelhas era praticada extensivamente em Castela e cresceu rapidamente com o aumento dos preços da lã e com o apoio do rei. Ovelhas merino eram movidas anualmente das montanhas do norte para o sul mais quente a cada inverno, ignorando as trilhas obrigatórias impostas pelo Estado, que tinham como objetivo evitar que as ovelhas pisoteassem as terras agrícolas. As reclamações apresentadas contra a guilda de pastores foram ignoradas por Filipe II, que recebia grandes receitas com a lã. Eventualmente, a sobrecarregada Castela tornou-se estéril, e  a Espanha tornou-se dependente de grandes importações de cereais para compensar as quebras nas colheitas. Dado o custo do transporte e o risco de pirataria, isso tornou os produtos básicos muito mais caros em Espanha do que noutros lugares. Como resultado, a população da Espanha, especialmente a de Castela, nunca densa na península geralmente muito seca, rochosa e montanhosa, cresceu muito mais lentamente do que a de França. Na época de Luís XIV (1661-1715), a França tinha uma população maior do que a da Espanha e a da Inglaterra juntas.

Ceifeiros por Pieter Brueghel, o Velho

O crédito surgiu como uma ferramenta generalizada dos negócios espanhóis no século XVII. A cidade de Antuérpia, na Holanda espanhola, estava no centro do comércio europeu e os seus banqueiros financiaram a crédito a maior parte das guerras de Carlos V e Filipe II. O uso de "notas de câmbio" tornou-se comum à medida que os bancos de Antuérpia se tornaram cada vez mais poderosos e levou a uma extensa especulação que ajudou a exagerar as mudanças de preços. Embora essas tendências tenham lançado as bases para o desenvolvimento do capitalismo na Espanha e na Europa como um todo, a total falta de regulamentação e a corrupção generalizada fizeram com que os pequenos proprietários de terras muitas vezes perdessem tudo num único golpe de infortúnio. As propriedades na Espanha, especialmente em Castela, cresceram progressivamente, tornando-se latifúndios, e a economia ficou cada vez menos competitiva, especialmente durante os reinados de Filipe III e IV, quando repetidas crises especulativas abalaram o país.
Desde o período medieval, a Igreja Católica sempre foi importante para a economia espanhola. Essa importância aumentou muito nos reinados de Filipe III e IV, que tiveram surtos de intensa piedade pessoal e filantropia eclesial, doando grandes áreas do país à Igreja. Os últimos Habsburgos nada fizeram para promover a redistribuição de terras. No final do reinado de Carlos II, a maior parte de Castela estava nas mãos de um seleto grupo de proprietários de terras, o maior dos quais era, de longe, a Igreja. Estima-se que no final do século XVII as propriedades da Igreja espanhola se expandiram para incluir quase 20% das terras castelhanas e que o clero representava até 10% dos homens adultos na região. A política governamental sob a dinastia Bourbon que sucedeu os Habsburgos foi dirigida a reduzir progressivamente as vastas propriedades da Igreja, que até então tinham passado a ser vistas como um impedimento ao desenvolvimento do país.

## Arte e cultura
A Idade de Ouro espanhola foi um período florescente das artes e das letras na Espanha, que durou aproximadamente de 1550 a 1650. Algumas das figuras marcantes do período foram El Greco, Diego Velázquez, Miguel de Cervantes e Pedro Calderón de la Barca.
El Greco foi um pintor grego cujo estilo dramático e expressionista foi recebido com perplexidade por seus contemporâneos, mas foi apreciado no século XX. A obra de Velázquez tornou-se um modelo para os pintores realistas e impressionistas do século XIX.
Cervantes e de la Barca foram escritores. Dom Quixote de la Mancha, de Cervantes, é uma das obras mais famosas do período e provavelmente a peça mais conhecida da literatura espanhola de todos os tempos. É uma paródia dos aspectos românticos e cavalheirescos da cavalaria e uma crítica às estruturas sociais contemporâneas e às normas sociais. Juana Inés de la Cruz, a última grande escritora desta época de ouro, morreu na Nova Espanha em 1695.
Esse período também viu um florescimento na atividade intelectual, hoje conhecida como Escola de Salamanca, produzindo pensadores que foram estudados em toda a Europa.